# L. Ron Hubbard
Lafayette Ronald Hubbard (Tilden, Nebraska; 13 de marzo de 1911-Creston, California; 24 de enero de 1986), conocido también como L. Ron Hubbard, fue un escritor estadounidense de libros de ciencia ficción y fantasía, fundador de la Iglesia de la Cienciología. En 1950, escribió Dianética: la ciencia moderna de la salud mental y fundó una serie de organizaciones para promover la dianética. En 1952, perdió los derechos de Dianética por bancarrota y, a continuación, fundó la cienciología, que llegó a desarrollar como una organización a nivel mundial. Fue considerado por la revista Smithsonian uno de los cien estadounidenses más importantes de todos los tiempos.
Nació en Tilden, Nebraska, en 1911. Pasó la mayor parte de su infancia en Helena, Montana. Después de que su padre fuese enviado a la base naval de Guam, Hubbard viajó por Asia, incluido el Pacífico Sur, a finales de la década de 1920. En 1930, entró en la Universidad George Washington para estudiar ingeniería civil pero lo abandonó en el segundo año. Empezó una carrera como escritor prolífico de ciencia ficción pulp y se casó con Margaret "Polly" Grubb, quien compartía su interés por la aviación.
Hubbard sirvió brevemente como marine en la reserva y fue oficial en la marina durante la II Guerra Mundial. Comandó dos barcos durante un breve periodo de tiempo pero fue retirado del mando las dos veces. Los últimos meses de su servicio activo los pasó en un hospital, donde fue tratado de una úlcera duodenal.
Durante finales de la década de 1960 y comienzos de la de 1970 pasó la mayor parte del tiempo en su flota personal de barcos como comodoro de la Organización del Mar, un grupo de élite paramilitar de cienciólogos. Algunos antiguos miembros y alumnos la describen como una organización totalitaria marcada por una vigilancia intensiva y una falta de libertad.
Hubbard regresó a los Estados Unidos en 1975 y se aisló en el desierto de California. En 1978, un tribunal de Francia condenó a Hubbard "en ausencia" por fraude. En 1983 Hubbard fue nombrado "co-conspirador no declarado" en un proyecto internacional de infiltración y sustracciones llamado Operación Blancanieves, llevado a cabo por la Cienciología.
Pasó el resto de su vida en una autocaravana de lujo en una finca de su propiedad en California, atendido por un pequeño grupo de oficiales de la Cienciología, entre los que estaba su médico. En 1986, L. Ron Hubbard murió a los 74 años. Tras la muerte de Hubbard, los líderes de la Cienciología anunciaron que su cuerpo se había convertido en un impedimento para su obra y que había decidido "tirar su cuerpo" para continuar sus investigaciones en otro planeta.
La Iglesia de la Cienciología describe a Hubbard de forma hagiográfica, y lo retrata como un explorador pionero, un viajero por el mundo y un físico nuclear con experiencia en un gran número de disciplinas, incluyendo la fotografía, el arte, la poesía y la filosofía. Aunque muchos aspectos de la autobiografía de Hubbard son ficticios, la Cienciología rechaza cualquier objeción.

## Primeros años
Lafayette Ronald Hubbard nació en 1911 en Tilden, Nebraska. Era el único hijo de Ledora May (nacida Waterbury), que había estudiado para profesora, y Harry Ross Hubbard, un antiguo oficial de la Marina de los Estados Unidos. Posteriormente se mudaron a Kalispell, Montana, y luego a Helena en 1913. El padre de Hubbard volvió a la marina en abril de 1917, durante la I Guerra Mundial, mientras que su madre trabajó de secretaria para el gobierno estatal.
Durante la década de 1920, la familia Hubbard se mudó varias veces por los Estados Unidos y por ultramar. Después de que Harry volviese a la Marina, en 1921 requirió a la familia que se trasladase a los puertos donde tenía su base el USS Oklahoma, primero a San Diego y luego a Seattle. Hubbard estuvo en los Boy Scouts en Washington, D. C. y alcanzó el rango de Scout Águila en 1924, dos semanas después de su decimotercer cumpleaños.
El siguiente año, Harry Ross Hubbard fue enviado al Astillero Naval del Estrecho de Puget de Bremerton, Washington. Su hijo estudió en el Instituto de Educación Secundaria Union de Bremerton y luego estudió en el de Queen Anne de Seattle. En 1927 el padre de Hubbar fue enviado a la estación naval de los EE. UU. en Guam. La madre de Hubbard acompañó a su esposo, mientras que su hijo fue puesto al cuidado de sus abuelos en Helena, Montana, para completar su educación.
En 1927, Hubbard y su madre viajaron a Guam. El viaje tuvo breves escalas en un par de puertos chinos antes de viajar a Guam, donde permaneció durante seis semanas antes de regresar a casa. Escribió sobre sus impresiones de los lugares que visitó y desdeñó la pobreza de los habitantes de Japón y China, a los que describió como "grasientos" y "perezosos e ignorantes".
Tras su regreso a los Estados Unidos en septiembre de 1927, Hubbard estudió en el Instituto de Educación Secundaria Helena, donde participó en el periódico del centro, pero no obtuvo buenas calificaciones. Abandonó el instituto el año siguiente y regresó al oeste para estar con su tío en Seattle. Se reunió con sus padres en Guam en junio de 1928. Su madre se hizo cargo de su educación para que pudiese hacer el examen de ingreso de la Academia Naval de los Estados Unidos en Annapolis, Maryland.
Entre octubre y diciembre de 1928, un número de familias de marineros, incluyendo la de Hubbard, fueron de Guam a China en el buque de carga USS Gold Star. El barco hizo escala en Manila, Filipinas, antes de ir a Qingdao (Tsingtao), en China. Hubbard y sus padres hicieron un viaje a Pekín antes de partir a Shanghái y Hong Kong, desde donde retornaron a Guam. 
De regreso a Guam, Hubbard pasó la mayor parte del tiempo escribiendo docenas de historias y ensayos y suspendió el examen de ingreso en la Academia Naval.
En septiembre de 1929, Hubbard pasó a la Escuela Preparatoria Swavely de Manassas, Virginia, para prepararse para volver a examinarse. No obstante, fue descartado debido a su miopía. En vez de eso fue enviado al Colegio Woodward para Chicos en Washington D. C. para prepararse para la admisión en la Universidad George Washington. Se graduó con éxito en este colegio en junio de 1930 y comenzó la universidad en septiembre.

## Universidad y viaje por el Caribe
El 24 de septiembre de 1930 Hubbard inició sus estudios en la Escuela de Ingeniería de la Universidad George Washington, con el propósito de conseguir una maestría en ingeniería civil, tal y como le propuso su padre. Hubbard obtuvo bajas calificaciones y suspendió muchas asignaturas, incluyendo física atómica, aunque posteriormente decía que había sido un físico nuclear. En septiembre de 1931 fue citado por sus calificaciones y, nuevamente, el 23 de abril de 1932, fue advertido por sus malas calificaciones.
Durante su primer año, Hubbard ayudó a organizar el Club Gilder de la Universidad y fue elegido su presidente.
Durante lo que sería el semestre final de Hubbard en la Universidad, organizó una desafortunada expedición al Caribe a bordo de la goleta Doris Hamlin, que comenzó en junio de 1932. El motivo de la Expedición Caribeña para una Película fue empezar como explorador, filmar las fortalezas españolas y coleccionar lo que se pudiera exhibir en museos. Los problemas empezaron antes de dejar Baltimore: diez participantes dimitieron, y las tormentas llevaron el barco lejos de su rumbo a las Bermudas. Algunos de sus participantes hicieron demandas legales para reembolsos y Hubbard fracasó al intentar volver a la Universidad el año siguiente.
Su padre le inscribió como voluntario en la Cruz Roja para ayudar tras el huracán San Cipriano de 1932 y el 23 de octubre de 1932 Hubbard viajó en el USS Kittery a Puerto Rico. Miller escribió: "En algún lugar entre Norfolk, Virginia, y Puerto Príncipe, parece que Ron decidió abandonar la Cruz Roja". En cambio, Hubbard parece haber trabajado para una empresa llamada West Indies Minerals Incorporated, acompañando a un topógrafo en una investigación de una pequeña propiedad cerca de la ciudad de Luquillo, Puerto Rico.

## Primer matrimonio y comienzos literarios

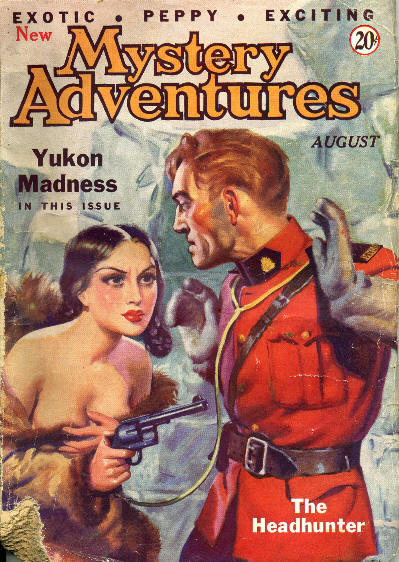
La obra Locura de Yukón (Yukon Madness) de Hubbard fue publicada originalmente en agosto de 1935 en Nuevas Aventuras de Misterio (New Mystery Adventures).

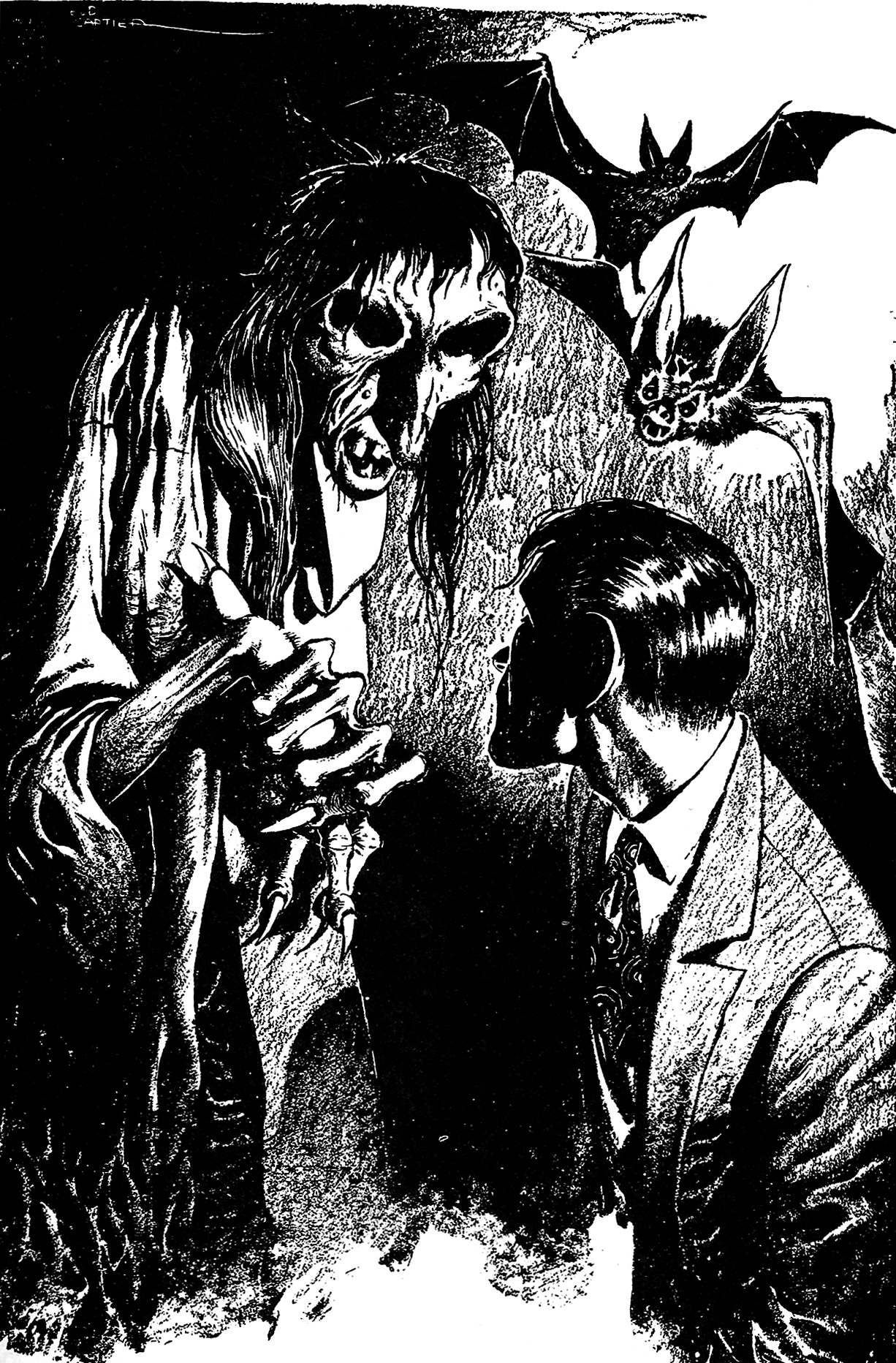
Ilustración de Edd Cartier para la obra Miedo (Fear) de Hubbard.

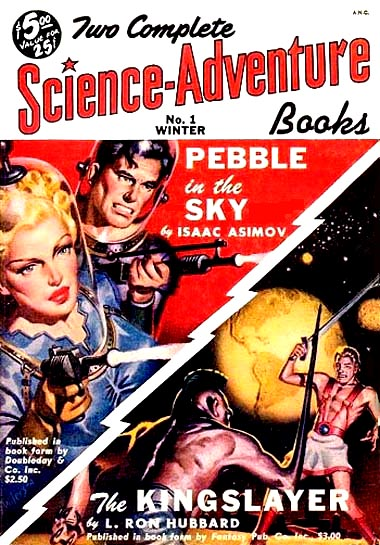
La novela The Kingslayer se editó en 1949 y fue reimpresa en Dos libros completos de ciencia ficción (Two Complete Science-Adventure Books) en 1950.

Hubbard regresó de Puerto Rico a Washington D. C. en febrero de 1933. Entonces comenzó una relación con una compañera de piloto de planeadores llama Margaret "Polly" Grubb. Años más tarde, Hubbard le dijo a sus asociados que su ángel guardián, descrito como "mujer sonriente", lo protegió cuando estaba volando planeadores. Se casaron el 13 de abril.
Ella estaba embarazada cuando se casó, pero perdió al niño poco después; unos meses más tarde, se quedó embarazada de nuevo. El 7 de mayo de 1934, dio a luz prematuramente a un hijo al que llamó Lafayette Ronald Hubbard, Jr., apodado "Nibs". Su segundo hijo, Katherine May, nació el 15 de enero de 1936. Los Hubbards vivieron un tiempo en Laytonsville, Maryland, pero no tenían muchos medios económicos.
Hubbard se convirtió en un escritor prolífico y conocido de las revistas pulp durante la década de 1930. Su carrera literaria empezó con las contribuciones al periódico estudiantil de la Universidad George Washington, El hacha de la Universidad (The University Hatchet), como reportero durante unos pocos meses en 1931. Seis de sus obras fueron publicadas comercialmente entre 1932 y 1933. La ratio para los escritores independientes de aquella época era de solo un centavo por palabra, de modo que las ganancias totales de Hubbard de estos artículos son de menos de 100 dólares. La revisa pulp Aventura emocionante (Thrilling Adventure) fue la primera en publicar una de estas historias cortas, en febrero de 1934. Durante los siguientes seis años, las revistas pulp publicaron muchas de sus historias cortas bajo varios seudónimos, incluyendo Winchester Remington Colt, Kurt von Rachen, René Lafayette, Joe Blitz y Legionnaire 148.
Aunque era más conocido por sus historias de fantasía y ciencia ficción, Hubbard escribió una gran variedad de géneros, incluyendo aventura, ficción, aviación, viajes, misterio, salvaje oeste e incluso romántico. Hubbard conoció y se asoció con escritores como Isaac Asimov, Robert A. Heinlein, L. Sprague de Camp y A. E. van Vogt.
En la primavera de 1936 se trasladó a Bremerton, Washington. Vivieron allí durante un tiempo con los tíos de Hubbard y su abuela antes de encontrar una casa propia en la cercana South Colby. Según uno de sus amigos de aquella época, Robert MacDonald Ford, los Hubbard no tenían muchos medios económicos pero lograban subsistir con los escritos de Hubbard.
Su primera novela completa, Brigadas Buckskin (Buckskin Brigades), fue publicada en 1937. Se convirtió en un escritor de ciencia ficción con una "gran idiosincrasia" tras tener como editor a John W. Campbell, que publicó muchas obras de Hubbard y también serializó varias novelas cortas que Hubbard escribió para las revistas de Campbell Desconocido (Unknown) y Analogía de la ciencia ficción y los hechos (Analog Science Fiction and Fact). Esto incluyó las novelas Miedo (Fear), Apagón final (Final Blackout) y Mecanógrafo en el Cielo (Typewriter in the Sky). El boletín de ciencia ficción Xignals informó que Hubbard escribió "más de 100,000 palabras al mes" durante su apogeo. Martin Gardner dijo que había escrito "a la velocidad de la luz".
Escribió el guion de El secreto de la Isla del Tesoro (The Secret of Treasure Island), en 1938, serie lagrometraje de 1938 de Columbia Pictures.
Hubbard pasó una gran cantidad de tiempo en Nueva York, en una habitación de hotel donde su mujer sospechaba que había tenido romances con otras mujeres.

## Experiencia cercana a la muerte yExcalibur
La autoría de Hubbard a mediados de 1938 de un manuscrito no publicado llamado Excalibur es ensalzada por la Iglesia de la Cienciología como un paso clave en el desarrollo de los principios de la Cienciología y la Dianética. Los cienciólogos dicen que el manuscrito describe "los principios básicos de la existencia humana" y es la culminación de veinte años de investigación sobre "veintiún razas y culturas incluyendo las tribus indias del noroeste de la costa del Pacífico, los tagalos de Filipinas y, como si fuera una broma, la gente del Bronx".
Según Arthur J. Cox, un colaborador de la revista Asombrosa ciencia ficción (Astounding Science Fiction) de John W. Campbell, Hubbard contó en 1948 en una convención de aficionados a la ciencia ficción que la inspiración para Excalibur fue por una operación en la cual él "murió" durante ocho minutos. Gerry Armstrong, archivista de Hubbard, explica esto como una extracción dental realizada con óxido nitroso, un químico conocido por provocar efectos alucinógenos:

Hubbard se dio cuenta de que, mientras estaba muerto, había recibido una tremenda inspiración, un gran Mensaje que debía transmitir a los demás. Se sentó en su máquina de escribir durante seis días y noches y no salió nada. Entonces, Excalibur surgió.

Arthur J. Burks, el presidente de la Agrupación de Ciencia Ficción Estadounidense, dijo que Hubbard le llamó emocionado y le dijo: "Quiero verte inmediatamente, he escrito EL libro". Hubbard creía que Excalibur podría "revolucionarlo todo" y que "era algo más importante y tendría un mayor impacto en las personas que la Biblia". En él se propone que todos los comportamientos humanos podrían ser explicados en términos de supervivencia y que para entender la supervivencia hay que entender la vida. Como dice el biógrafo de Hubbard Jon Atack, "la noción de que todo lo que existe está intentando sobrevevivir se convierte en la base de la Dianética y de la Cienciología".
Según Burks, Hubbard "estaba tan seguro de que tenía algo más 'extraordinario' que los demás, que envió telegramas a varias publicaciones, diciéndoles que había escrito 'EL libro' y que fueran a encontrarse con él en la Penn Station, y él lo discutiría con ellos e iría con quien le diera la mejor oferta". No obstante, nadie compró el manuscrito. Forrest J Ackerman, posterior agente literario de Hubbard, dijo que Hubbard le había contado que "todo el que lo leyó se volvió loco o se suicidó y que se lo mostró a un editor de Nueva York que se tiró por la ventana del rascacielos. El fracaso de Hubbard a la hora de vender la publicación de Excalibur le deprimió: le dijo a su mujer en una carta en octubre de 1938: "escribir acción pulp está muy de acuerdo con lo que quiero hacer porque atrasa mi progreso demandándome incesante atención y, además, en realidad debilita mi nombre. De modo que, como ves, tengo que hacer algo sobre esto y al mismo tiempo tengo que fortalecer mi antigua posición financiera"." Además escribió:

Más tarde o más temprano Excalibur será publicado y yo podría tener una oportunidad de obtener algún reconocimiento del nombre para allanar el camino a los artículos y comentarios que son mis ideas del cielo del escritor... Tontamente, pero determinado no obstante, tengo tantas esperanzas de marcar mi nombre en la historia con tanta violencia que tomará una forma legendaria incluso si se destruyen todos los libros. Ese objetivo es el verdadero objetivo en lo que a mí respecta.

El manuscrito se convirtió posteriormente en parte de la mitología de la Cienciología. Una de las primeras publicaciones de la Cienciología realizadas hacia 1950 ofreció copias firmadas "encuadernadas en oro y con cerradura" por 1 000 dólares (el equivalente a 15 620 dólares en 2018). Advirtió que las primeras quince personas que lo leyeron se volvieron locas y "lanzado solo con una declaración jurada para no permitir que otros lectores lo lean. Contiene datos que no se divulgarán durante la estancia del Sr. Hubbard en la tierra." Sin embargo, más allá de las declaraciones de Hubbard y los cienciólogos, no hay registro histórico de que alguien se haya vuelto loco tras leer el manuscrito.

## Expedición a Alaska

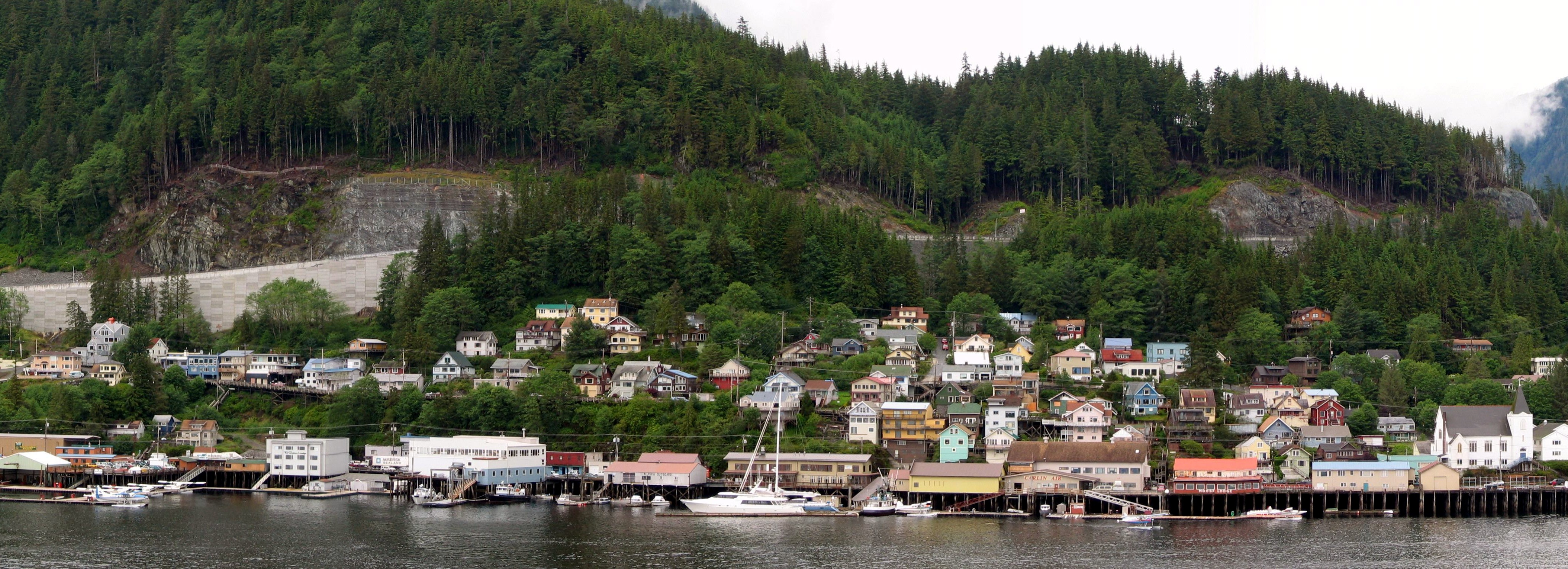
Ketchikan, Alaska.

Hubbard se unió al Club de los Exploradores en febrero de 1940 tras sus exploraciones en el Caribe y sus vuelos de supervivencia en los Estados Unidos. Persuadió al Club de dejarle llevar su propia bandera en una "Expedición Radio-Experimental Alaskense" para actualizar la guía del Piloto Costero de los Estados Unidos a las costas de Alaska y la Columbia Británica e investigar nuevos métodos de localización por radio. La expedición consistió en Hubbard y su esposa, los niños se quedaron en South Colby, a bordo de su queche Magician.
Hubbard escribió en una carta para La estrella de Seattle (The Seattle Star) en noviembre de 1940 que la expedición estuvo plagada de problemas y no llegaron más lejos de Ketchikan, cerca del sur del Mango de Alaska, lejos de las Islas Aleutianas. El motor del Magician se rompió solo dos días después de arrancar, en julio de 1940. Los Hubbard alcanzaron Ketchikan el 30 de agosto de 1940, después de muchos retrasos luego de repetidas averías en el motor. La Crónica de Ketchikan informó, sin mencionar a la expedición, que los propósitos de Hubbard de venir a Alaska eran ganar una apuesta y reunir material para una novela de la pesca del salmón de Alaska. Infravaloró el coste del viaje y no tuvo bastante dinero como para reparar el motor roto. Recolectó dinero escribiendo historias y contribuyendo a la estación de radio local y finalmente ganó lo suficiente como para reparar el motor, logrando regresar al Estrecho de Puget el 27 de diciembre de 1940.

## Carrera militar

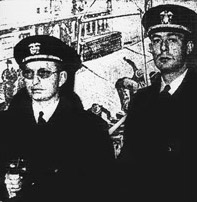
L. Ron Hubbard and Thomas S. Moulton en Portland, Oregón, en 1943.

Después de regresar a Alaska, Hubbard quiso unirse a la Marina de los Estados Unidos. Su amigo Robert MacDonald Ford, entonces representante del Estado de Washington, envió una carta de recomendación describiendo a Hubbard como "uno de los hombres más brillantes que he conocido". Ford dijo después que Hubbard había escrito la carta él mismo: "No se por qué Ron quería una carta. Yo solo le di una carta con encabezado y dije, 'Infiernos, ¡tú eres el escritor, escríbela tú!'".
Hubbard fue comisionado como teniente en la Reserva Naval de EE. UU. el 19 de julio de 1941. En noviembre, fue enviado a Nueva York para ser entrenado como oficial de Inteligencia.
El 18 de diciembre, fue destinado a Filipinas y se dirigió a su destino pasando por Australia. Mientras que se encontraba en Melbourne esperando el transporte a Manila, Hubbard fue enviado de vuelta a Estados Unidos. El adjunto de la Marina de EE. UU. informó: "Este oficial no es satisfactorio para una asignación de servicio independiente. Es gárrulo e intenta dar impresiones de su importancia. También parece pensar que tiene una habilidad inusual en la mayoría de los campos. Estas características indican que requerirá una estrecha supervisión para el desempeño satisfactorio de cualquier tarea de inteligencia".
Tras un breve periodo de censura de cables, se aprobó la solicitud de Hubbard para el servicio martítimo e informó a un astillero de Neponset, Massachusetts, que estaba convirtiendo un barco de arrastre en una lancha cañonera para que fuese clasificado como USS YP-422. El 25 de septiembre de 1942, el comandante del Puerto de la Marina de Boston informó a Washington de que, en su opinión, Hubbard "no estaba preparado temperamentalmente para un encargo independiente". Días después, el 1 de octubre, Hubbard fue relevado sumariamente de su mando.

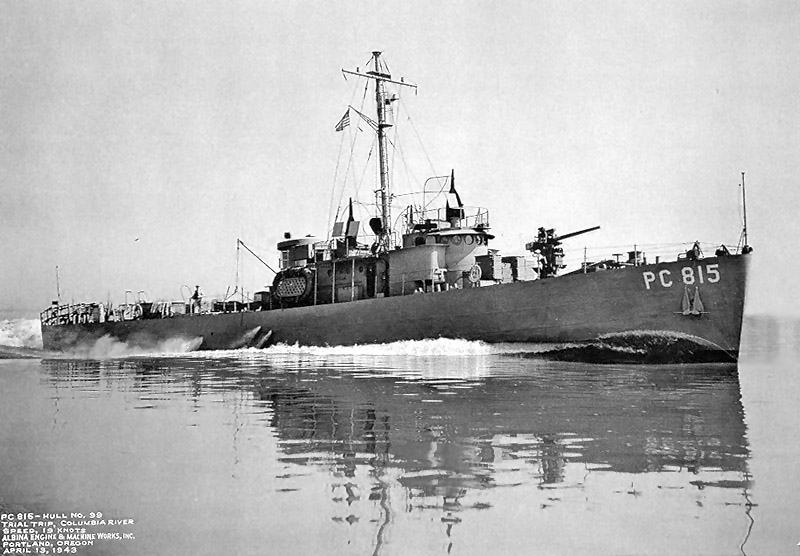
El USS PC-815.

Hubbard fue enviado para ser entrenado en cazasubmarinos y, en 1943, fue enviado a Portland, Oregón, para comandar un cazasubmarinos, el USS PC-815, que estaba en construcción. El 18 de mayo, partió para San Diego en el USS PC-815. Tras solo cinco horas creyó haber detectado un submarino enemigo. Hubbard pasó las siguientes 68 horas en posición de combate hasta que finalmente recibió órdenes de regresar a Astoria. El almirante Fletcher, comandante del Frente Marítimo Noroeste, concluyó: "Un análisis de los informes me convence de que no había submarinos en el área". Fletcher sugirió que Hubbard había confundido un "depósito magnético conocido" con un submarino enemigo.
Al mes siguiente, Hubbard entró de forma involuntaria en aguas territoriales mexicanas con el PC-815 y realizó prácticas de artillería en las Islas Coronado, creyendo que eran islas desiertas y que pertenecían a los Estados Unidos. El gobierno estadounidense relevó del mando a Hubbard y le amonestó. Un informe posterior al incidente calificó a Hubbard como inadecuado para tareas independientes y "carente de las cualidades esenciales de juicio, liderazgo y cooperación". El informe recomendó que se le asignara como "servicio en un gran barco donde pueda ser supervisado adecuadamente".

### Hospitalizaciones y "descubrimiento" de intento de sabotaje
Tras ser relevado del mando del PC-815, Hubbard empezó a informar de que estaba enfermo, citando una variedad de enfermedades, entre las que estaban úlceras, malaria y dolores de espalda. Hubbard fue admitido en el Hospital Naval de San Diego para observación y permaneció en él durante casi tres meses. Años después, Hubbard escribiría en privado para sí mismo: "Tu problema estomacal que usaste como excusa para evitar que la Marina te castigara. Eres libre de la Marina".
En 1944, Hubbard fue enviado a Portland, donde el USS Algol estaba en construcción. El barco fue revisado en julio y Hubbard sirvió en él como navegante y oficial de Entrenamiento. Hubbard solicitó, y se le concedió, un traslado a la Escuela del Gobierno Militar en Princeton. La noche antes de su partida, el diario de bitácora del barco reportó que "El oficial de navegación [Hubbard] informó al OOD [Officer On Duty, oficial de turno] de que se había producido un intento de sabotaje [en el original en inglés está escrito sabatage en lugar de sabotage] entre 1530-1600. Una botella de Coca-Cola llena de gasolina con una mecha de tela insertada había sido ocultada entre la carga que debía ser subida a bordo y almacenada en la bodega Nº 1. Fue descubierta antes de ser llevada a bordo. Las autoridades ONI, FBI y NSD informaron sobre la escena y se iniciaron investigaciones".
Hubbard fue a la escuela de Princeton hasta enero de 1945, cuando fue enviado a Monterrey, California. En abril, informó de nuevo de que estaba enfermo y fue admitido en el Hospital Naval de Oak Knoll en Oakland. Entre sus quejas estaban "dolores de cabeza, reumatismo, conjuntivitis, dolores en el costado, dolores de estómago, dolores en su hombro, artritis, hemorroides".
En octubre de 1945, la Junta Naval encontró que Hubbard estaba "considerado físicamente cualificado para realizar tareas en tierra, preferiblemente dentro de los Estados Unidos continentales". Fue dado de altar del hospital el 4 de diciembre de 1945 y transferido al servicio inactivo el 17 de febrero de 1946.
Hubbard finalmente renunció a su cargo tras la publicación de Dianética, llevándose a efecto a partir del 30 de octubre de 1950.

## Relación con el ocultismo en Pasadena

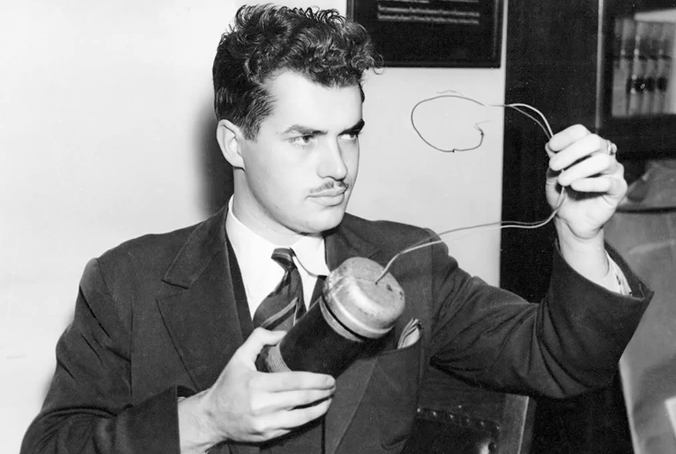
Jack Parsons en 1938.

La vida de Hubbard pasó por un periodo turbulento inmediatamente después de la guerra. Según contaba, fue «abandonado por familiares y amigos como un lisiado supuestamente sin esperanzas y una probable carga para ellos por el resto de mis días». Su hija Katherine daba una versión bastante diferente: su esposa se había negado a desarraigar a sus hijos de su hogar en Bremerton, Washington, para unirse a él en California. Su matrimonio ya estaba en dificultades terminales y decidió quedarse en California.
En agosto de 1945, Hubbard se trasladó a la mansión de Pasadena de John "Jack" Whiteside Parsons, un destacado investigador de la propulsión para misiles en el Instituto de Tecnología de California y el fundador del Laboratorio de Propulsión de Jet. Parsons llevaba una doble vida como ocultista y thelemita. Era discípulo del brujo inglés Aleister Crowley y el líder de una logia de la orden de magia Ordo Templi Orientis (OTO), fundada por Crowley. Él dejaba habitaciones de su casa solo a aquellos que, según especificaba, debían ser «ateos y aquellos que tuviesen una disposición bohemia».
Hubbard se hizo amigo de Parsons y pronto tuvo relaciones sexuales con la novia de Parsons de 21 años llamada Sara "Betty" Northrup. A pesar de esto, Parsons estaba muy impresionado con Hubbard e informó a Crowley:

[Hubbard] es un caballero: es pelirrojo, ojos verdes, es honesto e inteligente, y nosotros nos hemos hecho grandes amigos. Se mudó conmigo hace dos meses, y aunque Betty y yo seguimos siendo amigos, ella ha transferido su afecto sexual a Ron. Aunque él no tiene atracción formal por la magia, tiene una extraordinaria cantidad de experiencia y comprensión en el campo. Por alguna de sus experiencias he deducido que está en contacto directo con alguna inteligencia superior, posiblemente su ángel de la guarda. Él describe a su ángel como una bella mujer con alas y pelirroja a la que llama la Emperatriz y que le ha guiado por su vida y le ha salvado muchas veces. Ron es la persona más thelémica que he conocido y está en completo acuerdo con nuestros principios.

Hubbard, al que Parson se refería en sus escritos como el "Hermano H", se convirtió en un colaborador entusiasta de la logia OTO de Pasadena. Los dos hombres colaboraron el Trabajo de Babalon, un ritual de magia sexual para la encarnación de Babalon, la diosa suprema thelemita. Tuvo lugar durante varias noches entre febrero y marzo de 1946 para convocar un "elemental" que participaría en la subsiguiente magia sexual. Richard Metzger lo describe del siguiente modo:

Parsons usó su "varita mágica" para avivar un vórtice de energía de modo que el elemental fuese convocado. Trasladado al lenguaje simple, Parsons se masturbó en el nombre del avance espiritual, mientras que Hubbard (referido como "El Escriba" en el diario del evento) escaneaba el plano astral buscando signos y visiones.

El "elemental" llegó unos días después en la forma de Marjorie Cameron, que aceptó participar en los rituales de Parsons. Poco después, Parsons, Hubbard y Sara aceptaron participar juntos en el negocio Allied Enterprises, en el que invirtieron casi todos sus ahorros. La mayor parte del dinero lo aportó Parsons. El plan era que Hubbard y Sara comprasen yates en Miami y llevarlos navegando hasta la Costa Oeste para venderlos con un beneficio. Hubbard tenía una idea diferente; él escribió a la Marina de los EE. UU. solicitando permiso para dejar el país "para visitar Centroamérica, Suramérica y China" con el propósito de "recopilar material escrito", en otras palabras, quería hacer un crucero por el mundo. Aleister Crowley criticó duramente las acciones de Parsons, y escribió: "Sospecho de Ron haciendo un truco confidencial-pobre tonto de Jack Parsons-obvia víctima de estafadores que merodean". Parsons intentó recuperar su dinero obteniendo una orden judicial para evitar que Hubbard y Sara abandonasen el país o dispusieran del resto de sus activos. Intentaron navegar de todos modos pero una tormenta les forzó a regresar a puerto. Una semana después, Allied Enterprises fue disuelta. Parsons solo recibió un pagaré de 2 900 dólares de Hubbard y regresó a su casa "destrozado". Tuvo que vender su mansión a desarrolladores poco después para recuperar sus pérdidas".

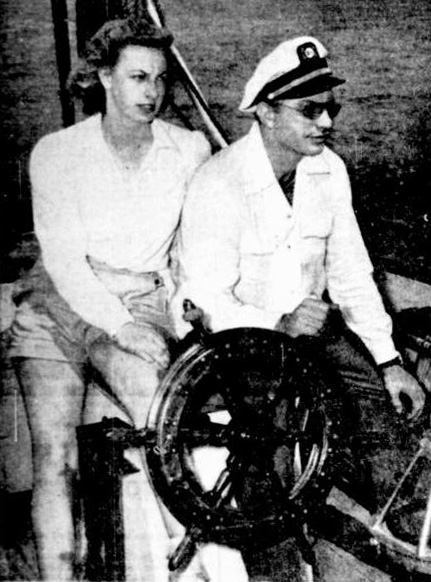
Hubbard y su segunda mujer, Sara.

Los otros escritores supieron lo que había pasado entre él y Parsons. L. Sprague de Camp escribió a Isaac Asimov el 27 de agosto de 1946 diciéndole:

La historia completa de Hubbard es que él está ahora en Fla. [Florida] viviendo en su yate con una tigresa devoradora de hombres llamada Betty-alias-Sarah, otra del mismo tipo [...] Probablemente él llegara a estas partes con Betty-Sarah, arruinado, trabajando el pobre veterano herido como todo lo que vale, y buscando otro objetivo fácil. No digas que no has sido advertido. Bob [Robert Heinlein] piensa que Ron se hizo pedazos moralmente como resultado de la guerra. Creo que eso es fertilizante, que siempre fue así, pero cuando quería conciliar u obtener algo de alguien podía hacer un buen acto de encanto. Lo que hizo la guerra fue llevarlo tan bajo que ya no le importa el acto.

El 10 de agosto de 1946, Hubbard se casó de forma bígama con Sara, mientras seguía casado con Polly. No fue hasta 1947 cuando su primera mujer supo que se había casado de nuevo. Hubbard aceptó divorciarse de Polly en junio de aquel año y el matrimonio se disolvió poco después, con Polly quedándose con la custodia de los niños.
Tanto Margaret "Polly" Grubb como Sara Northrup acusaron a Hubbard de violencia física.
Durante esta época, Hubbard realizó un documento llamado Afirmaciones (Affirmations), también referido como Admisiones (Admissions). Consiste en una serie de afirmaciones realizadas por Hubbard y dirigidas a él, con relación a varios asuntos físicos, sexuales, psicológicos y sociales que había encontrado en su vida. Las Afirmaciones parecen efectuadas con la intención de ser usadas como una forma de autohipnosis con la intención de resolver los problemas psicológicos del autor y adquirir una actitud mental positiva. Reitman escribió en Dentro de la Cienciología: la historia de la religión más secreta de América que las Afirmaciones eran "la autoevaluación psicológica más reveladora, completada con exhortaciones a sí mismo, que [Hubbard] había hecho alguna vez".
Entre las Afirmaciones figuran las siguientes:
- "Tus ojos están mejorando progresivamente. Ellos pasaron a ser malos cuando los usaste como una excusa para escapar de la academia naval. No tienes motivo para mantenerlos mal".
- "Tu problema de estómago que usaste como excusa para que la Marina no te castigara. Tú eres libre de la Marina".
- "Tu cadera es una pose. Tu suenas a pose. Nunca te duele. Tu hombro nunca te duele".
- "Tu pie era una coartada. La lesión ya no es necesaria".[85]
- "Puedes contar todas las historias románticas que quieras. [...] Pero sabes cuáles eran mentiras [...] Tienes suficiente experiencia real para hacer anécdotas siempre. Aférrate a tus verdaderas aventuras".
- "La masturbación no hace daño o es malsana. Tus padres estaban equivocados. Todo el mundo se masturba".[108]

## Solicitud de tratamiento psiquiátrico
Después de la boda de Hubbard con Sara, la pareja se instaló en Laguna Beach, California, donde Hubbard tomó un trabajo a tiempo parcial vigilando el yate de un amigo antes de reanudar su escritura de ficción para complementar la pequeña prestación por discapacidad que recibía como veterano de guerra.
Trabajando en un camión en una zona deprimida de North Hollywood, Hubbard vendió varias historias de ciencia ficción, entre las que estaba la serie Ole Doc Methuselah y las novelas seriadas Todavía no es el final (The End Is Not Yet) y Hasta las estrellas (To the Stars). Sin embargo, seguía teniendo poco dinero, y su hijo, L. Ron Hubbard Jr., dijo posteriormente que Hubbard dependía económicamente de los padres de Margaret y que con sus escritos, que se pagaban a un penique por palabra, no llegó a ganar más de 10 000 dólares antes fundar la cienciología. Escribió varias veces a la Administración de Veteranos para que aumentasen su pensión.
En octubre de 1947 escribió solicitando tratamiento psiquiátrico:

Después de intentar y fallar dos años para recobrar mi equilibrio en la vida civil, soy completamente incapaz de abordar algo como mi propia competencia. Mi último médico me informó que podría ser muy útil si me examinaran y quizás me trataran psiquiátricamente o incluso con un psicoanalista. Hacia el final de mi servicio evité por orgullo cualquier examen mental, esperando que el tiempo equilibrara una mente que tenía muchas razones para suponer que estaba seriamente afectada. No puedo explicarme ni levantarme durante largos períodos de mal humor e inclinaciones suicidas, y recientemente me he dado cuenta de que primero debo triunfar por encima de esto antes de poder esperar rehabilitarme. [...] No puedo, yo mismo, pagar ese tratamiento. ¿Podrían ayudarme por favor?

La Asociación de Veteranos aumentó su pensión, pero sus problemas económicos continuaron. El 31 de agosto de 1948 fue arrestado en San Luis Obispo, California, y posteriormente se declaró culpable de un cargo de hurto menor, por el cual se le condenó a pagar 25 dólares de entonces, lo que equivaldría a unos 261 dólares de 2018.

## Origen de la dianética
En 1948, Hubbard y su segunda mujer, Sara, se trasladaron de California a Savannah, Georgia, donde él dijo que había "trabajado" como "voluntario" en la clínica de psiquiatría. Hubbard escribió posteriormente que había observado al "Dr. Center" en Savannah. En Savannah, Hubbard comenzó con lo que posteriormente sería la dianética.
En enero de 1949 escribió que estaba trabajando en un "libro de psicología" sobre "la causa y la cura de la tensión nerviosa", que iba a titular La espada oscura, Excalibur o Ciencia de la mente. El 8 de marzo de 1949 Hubbard escribió a un amigo y también escritor de ciencia ficción Robert Heinlein desde Savannah, Georgia. Hubbard hizo referencia a una obra anterior de Heinler, titulada Coventry, en la cual un gobierno utópico tenía la habilidad de "curar" psicológicamente a criminales con rasgos violentos de la personalidad. Hubbard escribió:

Bien, tú no especificaste en tu libro qué rehabilitación tenía lugar de hecho en la sociedad para hacer superhombres. Lo pensé el otro día. El sistema es Excalibur. Este hace a los de nul A.

Sus primeros artículos publicados sobre la dianética fueron Tierra desconocida: la mente (Terra Incognita: The Mind) en la Publicación del Club de Exploradores (Explorer Club Journal) y otro que impactó más a las personas en Asombrosa ciencia ficción (Astounding Science Fiction).
En abril de 1949, Hubbard escribió a varias organizaciones de profesionales para presentarles sus investigaciones.
Ninguna estuvo interesada, de modo que se dirigió a su editor, John W. Campbell, que era más receptivo debido a que desde hacía mucho tiempo estaba fascinado con las psicologías marginales y los poderes psíquicos ("psiónicos") que "permeaban su ficción y su no ficción".
Campbell invitó a Hubbard y a Sara a trasladarse a una cabaña en Bay Head, Nueva Jersey, que no estaba lejos de su propia casa en Plainfield. En julio de 1949, Campbell reclutó a un compañero, Dr. Joseph Winter, para que ayudase a desarrollar la nueva terapia de Hubbard de la dianética. Campbell le dijo a Winter:

Con la cooperación de algunas instituciones, algunos psiquiatras, [Hubbard] ha trabajado en todo tipo de casos. Esquizofrénicos, apáticos, maníacos, depresivos, pervertidos, tartamudos, neuróticos en general, de instituciones en un total de 1000 casos. Pero solo una breve muestra de cada tipo; él no tiene estadísticas adecuadas en el sentido habitual. Pero él tiene una estadística. Ha curado a cada paciente con el que trabajó. Ha curado úlceras, artritis, asma.

Hubbard colaboró con Campbell y Winter para perfeccionar sus técnicas, probándolas en aficionados a la ciencia ficción reclutados por Campbell. El principio básico de la dianética era que el cerebro registraba cada experiencia y evento en la vida de una persona, incluso cuando estaba inconsciente. Las experiencias malas o dolorosas se almacenaban en lo que él llamó "engramas" en una "mente reactiva". Estos podían desencadenarse posteriormente en la vida, causando problemas psicológicos y emocionales. Llevando a cabo un proceso que él llamó "audición", una persona podía tener una regresión a través de sus engramas para revivir experiencias pasadas. Esto permitía que los "engramas" se "borrasen". El sujeto, que estaría entonces en un estado de clear podría tener una mente perfectamente funcional con un coeficiente intelectual mejorado y una memoria fotográfica. Pasar a ser clear podría curar dolencias físicas que irían desde la mala vista hasta el resfriado común, que Hubbard decía que eran puramente psicosomáticas.
Winter envió un documento de la dianética a la Revista de la Asociación Médica Estadounidense (Journal of the American Medical Association) y a la Revista Estadounidense de Psiquiatría (American Journal of Psychiatry), pero las dos lo rechazaron. Hubbard y sus colaboradores decidieron anunciar la dianética en la revista Asombrosa ciencia ficción de Campbell en su lugar. En un editorial, Campbell dijo: "Su poder es casi increíble; prueba que la mente no solo puede sino que rige al cuerpo por completo; siguiendo las leyes básicas claramente definidas establecidas, enfermedades físicas como las úlceras, el asma y la artritis se pueden curar, así como otras enfermedades psicosomáticas". El nacimiento de la segunda hija de Hubbard, Alexis Valerie, anunciado por Winter el 8 de marzo de 1950, llegó en medio de los preparativos para lanzar Dianética. Se estableció una Fundación de Investigación Dianética de Hubbard en abril de 1950 en Elizabeth, Nueva Jersey, con Hubbard, Sara, Winter y Campbell en la dirección.
Hubbard describió la dianética como "la fuente oculta de todas las enfermedades psicosomáticas y aberraciones humanas" cuando presentó la Dianética al mundo en la década de 1950. Además dijo que las "se han desarrollado habilidades para su cura invariable".
Se publicó sobre la dianética en la edición de Asombrosa ciencia ficción de mayo de 1950 y el 9 de mayo se publicó el libro complementario de Hubbard Dianética: la ciencia moderna de la salud mental de la editorial Hermitage House. Hubbard abandonó su labor como escritor independiente para promocionar la dianética, escribiendo varios libros sobre ella en la siguiente década, impartiendo aproximadamente unas 4 000 conferencias mientras fundaba organizaciones para la investigación de la dianética.

## Éxito inicial de la dianética
La dianética tuvo un inmediato éxito comercial, lo que provocó que Martin Gardner la definiera como "una secta nacional de proporciones increíbles". Hacia agosto de 1950, el libro de Hubbard había vendido 55 000 copias, vendiéndose con un ratio de 4 000 ejemplares a la semana y había sido traducido al francés, al alemán y al japonés. Se establecieron quinientos grupos de auditoría dianética en los Estados Unidos.
La dianética fue poco recibida por la prensa y la medicina. La Asociación Estadounidense de Psicología (American Psychological Association) criticó a Hubbard diciendo que "no estaba apoyada por ninguna evidencia empírica". La revista Estadounidense científico (Scientific American) dijo que el libro de Hubbard contenía "más promesas y menos evidencia por página que ninguna publicación desde la invención de la imprenta", mientras que la revista La nueva República (The New Republic) la definió como una "mezcla inmodesta audaz de completo sinsentido y sentido común perfectamente razonable, tomada de hallazgos conocidos de hace mucho tiempo y disfrazados y distorsionados por una terminología loca recién inventada". Algunos compañeros de ciencia ficción de Hubbard también la criticaron; Isaac Asimov la consideró una "algarabía" mientras que Jack Williamson la llamó "una revisión lunática de la psicología freudiana".
Varios individuos famosos estuvieron relacionados con la dianética. Aldous Huxley recibió una audición de Hubbard; el poeta Jean Toomer y los escritores de ciencia ficción Theodore Sturgeon y A. E. van Vogt fueron entrenados por auditores de dianética. Van Vogt abandonó temporalmente la escritura y pasó a ser el encargado de la sede de la Fundación de Investigación Dianética de Hubbard en Los Ángeles. Se establecieron otras sedes en Nueva York, Washington D. C., Chicago y Honolulú.
Aunque la dianética no era barata, mucha gente estaba dispuesta a pagar; van Vogt posteriormente dijo que: "hacía poco pero abría sobres y sacaba cheques de 500 dólares de personas que querían tener un curso de auditor". Los controles financieros eran laxos. Hubbard conseguía grandes sumas sin explicaciones de lo que hacía con ellas. En una ocasión, van Vogt vio a Hubbard coger un taco de 56 000 dólares (el equivalente a medio millón de dólares en 2010) de los fondos de la Fundación de Los Ángeles. Uno de los empleados de Hubbard, Helen O'Brien, comentó que en la sede de la Fundación de Elizabet, Nueva Jersey, los libros de cuentas mostraban "listas de unos ingresos mensuales de 90 000 dólares, con solo 20 000 contabilizados".
Hubbard jugó un papel muy activo en el éxito de la dianética, esccribiendo, dando conferencias y entrenando a auditores. Muchos de los que lo conocieron dijeron estar impresionados por su carisma personal. Jack Horner, que se convirtió en auditor de dianética en 1950, dijo más tarde: "Era muy impresionante, dedicado y divertido. El hombre tenía un carisma tremendo; solo quería escuchar cada palabra que tenía que decir y escuchar cualquier perla de sabiduría". Isaac Asimov recordó en su autobiografía como, en la cena de una fiesta, él, Robert Heinlein, L. Sprague de Camp y sus esposas "se sentaron todos silenciosos como gatitos y escucharon a Hubbard. Él les contó cuentos con perfecto amplomo y con completa soltura". Como comentó Atack, él era "una figura carismática que compelía a la devoción a aquellos que le rodeaban". Christopher Evans describió las cualidades personales que Hubbard llevó a la dianética y a la Cienciología:

Él tiene carisma sin duda, un señuelo magnético de tipo indefinible que lo convierte en el centro de atracción en cualquier tipo de reunión. También es un hablador compulsivo y pontificador; [...] Su energía inquieta lo mantiene en movimiento durante un largo día (tiene poco sueño y se levanta muy temprano) y proporciona parte de la dirección que ha permitido fundar y propagar una importante organización internacional.

## Colapso de la dianética y secuestros
Los que apoyaban a Hubbard pronto empezaron a tener dudas sobre la dianética.
La dianética perdió credibilidad pública en agosto de 1950 cuando una presentación de Hubbard ante una audiencia 6 000 personas en el Auditorio Shrine de Los Ángeles fracasó desastrosamente. Él presentó a una clear llamada Sonya Bianca y le dijo a la audiencia que, como resultado de haber llevado a cabo la terapia de dianética, ella poseía ahora un recuerdo perfecto. No obstante, Gardner escribió: "en la demostración que siguió, ella falló al no recordar ninguna fórmula de física (el tema en el que se estaba especializando) ni el color de la corbata de Hubbard cuando él estaba de espaldas. En ese momento, una gran parte de la audiencia se levantó y se fue".
Winter se desilusionó y, en 1951, escribió que no había visto a ningún claro convincente: "Yo he visto algunos individuos que supuestamente habían pasado a ser clear, pero sus comportamientos no son conformes con la definición del estado. Además, un individuo que se supone que ha pasado a ser clear ha sufrido una recaída en la conducta que sugiere una psicosis incipiente". También lamentó la omisión de la Fundación de cualquier investigación científica seria.
Hubbard también se enfrentó a otros practicantes que pasaron a tener una posición de liderazgo dentro de la comunidad de dianética. Fue estructurada como una práctica abierta y pública en la cual otros eran libres de perseguir sus propias líneas de investigación y afirmaban que sus enfoques de auditorías habían producido mejores resultados que los de Hubbard. La comunidad se dividió rápidamente y sus miembros mezclaron las ideas de Hubbard con una amplia variedad de esoterismo y ocultismo.
A finales de 1950, la sede de la Fundación de Elizabeth, Nueva Jersey, estaba en una crisis financiera y la Fundación de Los Ángeles debía más de 200 000 dólares, lo que equivaldría a 1 718 950 de dólares de 2018. Winter y Art Ceppos, los de la editorial del libro de Hubbard, renunciaron en circunstancias adversas. Campbell también renunció, criticando a Hubbard porque era imposible trabajar con él y le culpó de la desorganización y la ruina financiera de las sedes de la Fundación. En el verano de 1951, la sede de la Fundación de Elizabeth de Nueva Jersey y todas sus ramas habían cerrado.
El colapso del matrimonio de Hubbard con Sara creó más problemas. Él había empezado una relación con su asistenta de relaciones públicas de 20 años a finales de 1950, mientras que Sara empezaba una relación con el auditor de dianética Miles Hollister. Hubbard denunció en secreto a la pareja al FBI en marzo de 1951, llevándoles una carta donde se decía que eran comunistas infiltrados. Hubbard dijo que Sara: "intima habitualmente con ellos [comunistas] pero evidentemente bajo coerción. Cayó en las adicción a las drogas en el otoño de 1950. Nadie me contó nada de esto hasta hace unas semanas". Describía a Hollister como alguien con "barbilla afilada, frente ancha, más bien eslava". Decía que era "el centro de más turbulencias en nuestra organización" y que era "activo y peligroso". El FBI no tomó a Hubbard en serio: un agente anotó en su correspondencia el comentario "parece mental".
Tres semanas después, Hubbard y dos personas la Fundación se apoderaron de Sara y su hija Alexis y los llevaron por la fuerza a San Bernardino, California, donde intentaron sin éxito encontrar un médico para examinar a Sara y declararla demente. Dejó marchar a Sara pero llevó a Alexis a La Habana, Cuba. Sara presentó una demanda de divorcio el 23 de abril de 1951, que lo acusaba de casarse con ella de forma bígama y someterla a privación del sueño, palizas, estrangulamiento, secuestro y exhortaciones a suicidarse. El caso llegó a los titulares de los periódicos como: "Ron Hubbard está loco, dice su mujer".
Sara finalmente aseguró el regreso de su hija en junio de 1951 al acordar un acuerdo con su esposo en el que ella firmó una declaración, escrita por él, declarando:

Las cosas que he dicho sobre L. Ron Hubbard en los tribunales y en la prensa pública han sido enormemente exageradas o son totalmente falsas. En ningún momento he creído otra cosa que no fuese que L. Ron Hubbard es un hombre bueno y brillante.

Parecía que la dianética estaba al borde del colapso total. Sin embargo, fue salvada por Purcell, un empresario millonario y dianetista que acordó apoyar una sede de la Fundación en Wichita, Kansas. Su colaboración terminó después de menos de un año cuando se desvincularon de la dirección posterior de la dianética. La sede de la Fundación de Wichita pasó a ser inviable económicamente después de que un tribunal sentenciase que era responsable de las deudas impagadas de la extinta sede de la Fundación de Elizabeth, Nueva Jersey. La sentencia llevó a Purcell y a los otros directores de la Fundación en Wichita a declararse en bancarrota voluntaria en febrero de 1952. Hubbard renunció de inmediato y acusó a Purcell de haber sido sobornado por la Asociación Médica Estadounidense para destruir la dianética. Hubbard estableció una "Escuela de Hubbard" en el otro lado de la ciudad y continuó promoviendo la dianética mientras tenía litigios legales con Purcell sobre la propiedad intelectual de la Fundación
Solo seis semanas después de establecer la Escuela Hubbard y casarse con una miembro del personal, Mary Sue Whipp, de 18 años, Hubbard cerró la Escuela y se trasladó con su nueva novia a Phoenix, Arizona. Estableció la Asociación Internacional de Cienciólogos de Hubbard para promover su nueva "Ciencia de la Certeza", la Cienciología. La Cienciología y la dianética se diferenciaban en lo siguiente: la dianética trata sobre liberar a la mente de la "influencia distorsionadora de los engramas", y la Cienciología es "el estudio y el manejo del espíritu en su relación consigo mismo, el universo y la otra vida".

## Origen de la cienciología

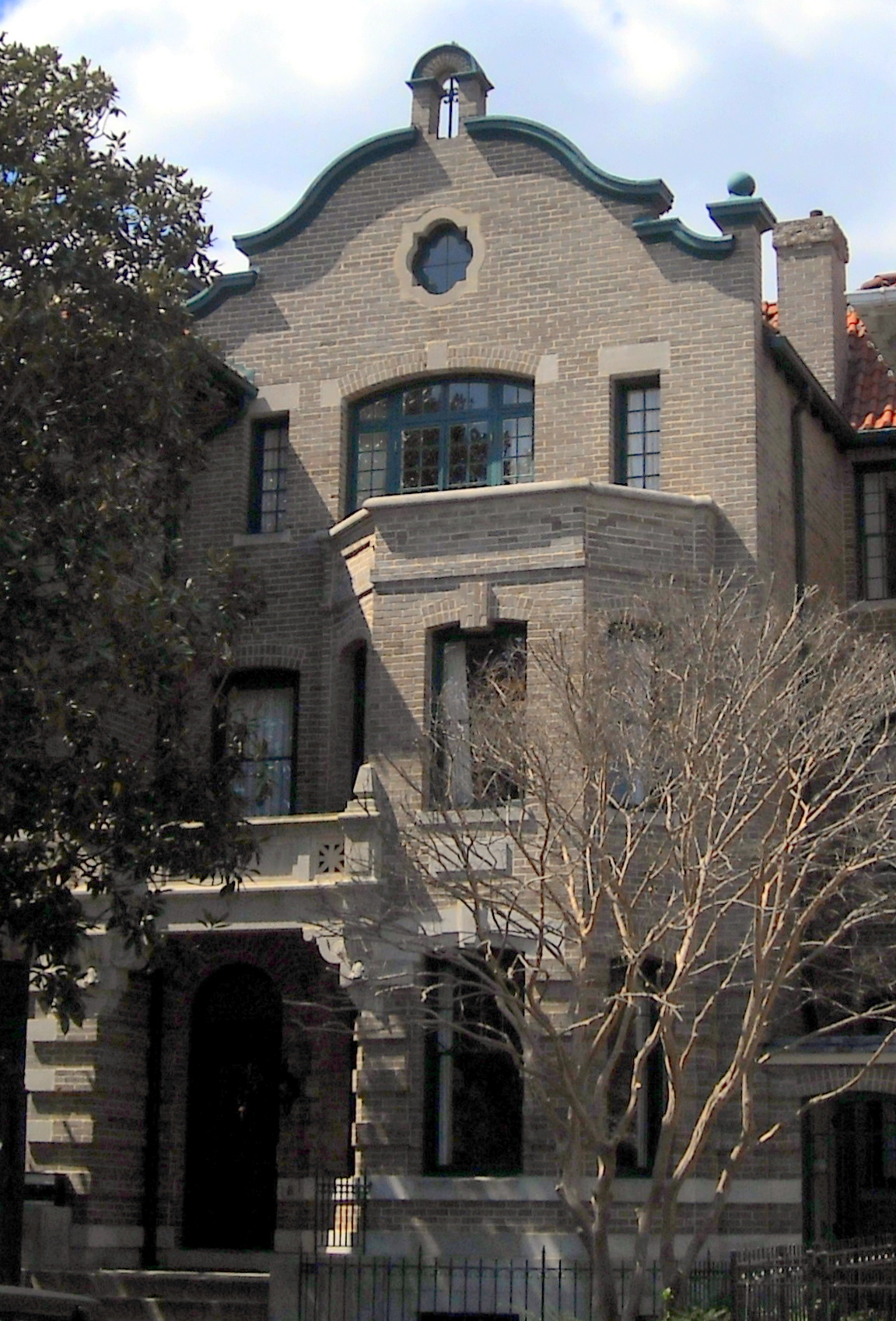
Hubbard estableció una "Academia de la Cienciología" en este edificio de Northwest, Washington D. C., en 1955. En la actualidad es la Casa Museo de L. Ron Hubbard.

La Iglesia de la Cienciología atribuye su origen al descubrimiento de Hubbard de "una nueva línea de investigación"-"de un ser sobre todo y fundamentalmente espiritual (un thetán)". Los escritores no cienciólogos han sugerido motivos alternativos: que él pretendía "reafirmar el control sobre su creación", y que "perdió el control de la dianética", o que quería asegurarse de "poder permaneccer en el negocio incluso si los tribunales finalmente otorgaban el control de la dianética y sus valiosos derechos de autor [...] al odiado don Purcell". Harlan Ellison contó que había visto a Hubbard en una reunión del Club Hydra en 1953 o 1954. Hubbard se quejaba de no poder ganarse la vida con lo que le pagaban como escritor de ciencia ficción. Ellison comentó que Lester del Rey le dijo a Hubbard que lo que tenía que hacer para hacerse rico era comenzar una religión.
Hubbard usó las bases de la dianética para construir una doctrina espiritual (aunque se encontraba en una etapa no religiosa) basada en el concepto de que la verdad propia de una persona una entidad tehánica inmortal, ominisciente y potencialmente omnipotente. Hubbard creía que los thetanes, que habían creado el universo material, habían olvidado sus poderes de dioses y se habían quedado atrapados en cuerpos físicos. La Cienciología animana a "rehabilitar" a cada persona (el thetán) para restaurar sus capacidades originales y convertirse de nuevo en un thetán operativo. Hubbard insistía en que la humanidad estaba en peligro por las fuerzas de la "aberración", que eran el resultado de engramas llevados por thetanes inmortales durante billones de años.
En 2012, el profesor Hugh Urban, de la Universidad Estatal de Ohio, afirmó que Hubbard había adoptado muchas de sus teorías del teórico de la proyección astral Sylvan Muldoon, argumentando que la descripción de Hubbard de la exteriorización del thetán era extremadamente similar, aunque no idéntica, a las descripciones de la proyección astral en la literatura ocultista popularizada por Muldoon con su libro Fenómeno de la proyección astral (Phenomena of Astral Projection) (1951), coescrito con Hereward Carrington y que la descripción de Muldoon del cuerpo astral conectado con el cuerpo físico por un cordel largo y elástico era similar a lo descrito por Hubbard en Excalibur.
Hubbard puso un aparato llamado E-Metro, presentándolo como si tuviera, según Miller, "un poder casi místico para revelar los pensamientos más íntimos de un individuo". Él promulgó en la Cienciología una serie de conferencias, boletines y libros como Una historia del hombre (A History of Man) ("un relato real y a sangre fría de sus últimos sesenta billones de años") y Cienciología: 8-8008 (Scientology: 8-8008) ("Con este libro, la habilidad de hacer el cuerpo viejo o joven a voluntad, la habilidad de curar a los enfermos sin contacto físico, la capacidad de curar a los locos y a los incapacitados, se establece para el lego, el matemático y el físico").
La Cienciología fue organizada de una forma diferente desde el descentralizado movimiento de la dianética. La Asociación de Cienciólogos de Hubbard (Hubbard Association of Scientologists, H. A. S.) fue la única organización oficial de la Cienciología. Los procesos de entrenamiento y las doctrinas fueron estandarizadas y promovidas por las publicaciones de la H. A. S. y no se permitió a los administradores y auditores desviarse de la línea de Hubbard. Las ramas, u "orgs" (de organizaciones), fueron organizadas como franquicias. Cada franquiciado debía pagar un diez por ciento de sus ingresos a la organización central de Hubbard. Él esperaba encontrar nuevos reclutas, que llamaba "carne cruda", pero estaban restringidos a proporcionar solo servicios básicos. La auditoría de alto nivel más costosa solo era proporcionada por la organización central de Hubbard.
Aunque este modelo tuvo gran éxito. Hubbard empezó con una docena de seguidores, generalmente dedicados a la dianética. A una serie de setenta horas de conferencias en Filadelfia de diciembre de 1952 acudieron solo 38 personas. Hubbard se reunió en Phoenix con su hijo Nibs, de 18 años, que no pudo pasar la secundaria. Nibs, que había decidido convertirse en cienciólogo, se trasladó a la casa de su padre y pasó a ser miembro del personal de la Cienciología y "profesor". Hubbard también viajó al Reino Unido para establecer su control sobre un grupo de dianética de Londres. Fue una operación muy pequeña, como Helen O'Brien recordó después: "había una atmósfera de extrema pobreza y matices de una conspiración sombría sobre todo". En el 163 de la Avenida del Parque Holland había una sala de conferencias mal iluminada y una oficina sin amueblar de unos 2,5 por 3 metros llena de hombres de pelo largo y mujeres poco elegantes de pelo corto". El 24 de septiembre de 1952, solo unas semanas después de llegar a Londres, la esposa de Hubbard, Mary Sue, dio a luz a su primer hijo, una hija a la que llamaron Diana Meredith de Wolfe Hubbard.
En febrero de 1953, Hubbard adquirió un doctorado de la no acreditada Universidad de Secuoya, que luego fue cerrada por las autoridades californianas por emitir títulos falsos.
A medida que había menos miembros y había unas finanzas peores, Hubbard habría revertido su hostilidad hacia la religión que él predicaba en Dianética. Unas semanas después de convertirse en "Dr." Hubbard, escribió una carta que describe los planes para transformar Cienciología en una religión. En esa carta, Hubbard propuso establecer una cadena de "Centros de Orientación Espiritual" cobrando a los clientes 500 dólares por veinticuatro horas de auditoría, proponiendo que la Cienciología se transformarse en una religión:

Nosotros no queremos una clínica. Nosotros queremos una operando pero no con ese nombre. Quizás podríamos llamarlo Centro de Guía Espiritual. Piensa en el nombre, quieres. Podríamos poner escritorios agradables y a nuestros chicos de uniforme azul con diplomas en las paredes y 1. golpear la historia de la psicoterapia y 2. ganar suficiente dinero para mejorar mi alcance operativo y 3. mantener a la H. A. S. solvente. Es un problema de negocios prácticos.

La receptora de la carta, Helen O'Brien, renunció el siguiente septiembre. Ella criticó a Hubbard por crear "una zona vudú templada, en su inflexibiliad, sus procedimientos inexplicables, y euforia grupal sin sentido".
Su idea podría ser anterior. Hubbard había sido citado en una convención de ciencia ficción en 1948: "Escribir por un penique la palabra es ridículos. Si un hombre realmente quiere ganar un millón de dólares, la mejor manera sería empezar su propia religión". El académico J. Gordon Melton escribió: "No hay registros de que Hubbard haya hecho esta declaración, aunque varios de sus colegas de ciencia ficción han notado que trató ese tema en una de sus conversaciones informales".
A pesar de las objeciones, el 18 de diciembre de 1953, Hubbard incorporó la Iglesia de la Cienciología, la Iglesia de la Ciencia Americana y la Iglesia de la Ingeniería Espiritual de Camden, Nueva Jersey. Hubbard, su esposa Mary Sue y su secretario John Galusha se convirtieron en los administradores de las tres corporaciones. La razón de la religión de la Cienciología fue explicada por oficiales de la H. A. S.:

Hay una ligera duda sobre si este giro quitaría a la Cienciología el área de objetivo cubierta y encubierta de la profesión médica, que ve amenazadas sus pastillas, escalpelos y anexos adornados de ingresos [...] [Los cienciólogos] pueden obviar el reciente fiasco donde un practicante de Pasadena pasó 10 días en la cámara de tortura de esa ciudad por "practicar medicina sin licencia"

Las franquicias de la Cienciología y algunos auditores empezaron a vestirse de clérigos, con el alzacuellos. Si eran arrestados en el transcurso de sus actvidades, avisados por Hubbard, debían demandar por daños masivos por molestar a "un hombre de Dios que se dedica a sus asuntos". Unos pocos años después, le dijo a los cienciólogos: "si sois atacados en algún punto vulnerable por alguien o algo o cualquier organización, siempre encuentren o fabriquen suficiente amenaza contra ellos como para demandarlos por la paz [...] Nunca se defiendan, siempre ataquen". Cualquier individuo que se separase de la Cienciología y crease su propio grupo debía ser derribado:

El propósito de la demanda es hostigar y desalentar en lugar de ganar. La ley se puede usar muy fácilmente para acosar, y de todos modos el acoso suficiente a alguien que simplemente está en el límite, sabiendo que no está autorizado, generalmente será suficiente para causar su fallecimiento profesional. Si es posible, por supuesto, arruinadlo por completo.

La Cienciología aumentó sus seguidores en la década de 1950. Hubbard finalmente logró una victoria sobre Purcell en 1954 cuando este último, agotado por los constantes juicios, le devolvió los derechos de autor de la dianética a Hubbard. La mayoría de los grupos de Cienciología y dianética anteriormente independientes fueron apartados de aquel negocio o absorbidos por las organizaciones de Hubbard. Hubbard comercializó la Cienciología con reclamos médicos, como por ejemplo cuando atrajeron a los enfermos de polio presentando a la Cienciología como una institución científica que investigaba la polio. Un anuncio de este periodo decía:

¿Afectado por enfermedad? Nosotros te haremos capaz de tener buena salud. Sea procesado por los mejores y más capaces auditores del mundo actual [...] Entrenados y supervisados personalmente por L. Ron Hubbard.

La cienciología se convirtió en un negocio muy beneficioso para Hubbard. Implementó un esquema bajo el cual se le pagó un porcentaje de los ingresos brutos de la Iglesia de la Cienciología y en 1957 le pagaban alrededor de 250 000 dólares (que serían 2 230 154 dólares de 2018). Mary Sue tuvo tres hijos más: Geoffrey Quentin McCaully el 6 de enero de 1954; Mary Suzette Rochelle el 13 de febrero de 1955; y Arthur Ronald Conway el 6 de junio de 1958. En la primavera de 1959, usó su nueva fortuna para comprar la casa de campo de Saint Hill Manor, del siglo XVIII, en Sussex, Nueva Jersey, que antes había sido de Sawai Man Singh II, el Maharaja de Jaipur. La casa se convirtió en la residencia permanente de Hubbard y en un centro internacional de capacitación para cienciólogos.
Lafayette Ron Hubbard Jr. ayudó a la creación de la Iglesia de la Cienciología pero por conflictos personales con su padre se alejó de la organización y cambió su apellido a De Wolf en 1959.
En los años 50 Hubbard viajó por Francia, Alemania y España presentando la Cienciología.

## Controversias y crisis

Casa de L. Ron Hubbard en Phoenix, Arizona.

Coche de L. Ron Hubbard en lo que fue su casa de Phoenix. Un Buick Super 8 de 1947.

En la década de 1960 la Iglesia de la Cienciología pasó por una serie de problemas. Según la Cienciología, estos fueron debidos a "viciados, ataques internacionales" del Gobierno de EE. UU., "todo lo cual resultó ser falso e infundado, que duraría 27 años y finalmente culminó con el Gobierno siendo demandado por 750 millones de dólares por conspiración". Tras los ataques, según Hubbard, había una gran conspiración de "al frente de grupos de psiquatría" secretamente controlados por gobiernos: "Cada una de las mentiras, falso cargo y ataque a la Cienciología ha sido elaborado directamente por miembros de estos grupos. Durante diecinueve años, han buscado con grandes gastos aplastar y erradicar cualquier nuevo desarrollo en el campo de la mente. Están evitando activamente cualquier efectividad en este campo".
Hubbard creía que la Cienciología había sido infiltrada por saboteadores y espías y creó "controles de seguridad" para identificar a los que denominó "posibles fuentes de problemas" y "personas supresoras". Miembros de la Iglesia de la Cienciología fueron interrogados con la ayuda de E-Metros y se les hizo preguntas como "¿Ha practicado alguna vez la homosexualidad?" y "¿Ha tenido alguna vez pensamientos inapropiados sobre L. Ron Hubbard?". Durante un tiempo, a los Cienciólogos se les interrogaba sobre crímenes cometidos en vidas pasadas: "¿Alguna vez ha destruido una cultura?", "¿Vino usted a la Tierra con malos propósitos?" y "¿Alguna vez ha eliminado a alguien?".
El Gobierno de EE. UU. estaba bien advertido de las actividades de Hubbard. El FBI tenía un extenso archivo sobre él, incluida una entrevista de 1951 con un agente que lo consideraba un "caso mental". Las fuerzas policiales en varias jurisdicciones comenzaron a intercambiar información sobre la Cienciología a través de los auspicios de Interpol, lo que finalmente condujo a enjuiciamientos. En 1958, el Servicio de Impuestos Internos retiró la exención de impuestos a la Iglesia de la Cienciología de Washington D. C. tras descubrir que, aunque la Cienciología se había definido como sin ánimo de lucro, Hubbard y su familia se estaban beneficiando de forma injustificada de los ingresos. La Administración de Comida y Medicamentos (Food and Drug Administration, FDA) tomó acciones legales contra los reclamos médicos, incautando miles de pastillas que eran vendidas como "curas de radiación", publicaciones y E-Metros. Se le requirió a la Iglesia de la Cienciología que los etiquetase como "inefectivos en el diagnóstico o tratamiento de enfermedades".
Tras las acciones de la FDA, la Cienciología tuvo una opinión menos favorable en el mundo anglosajón. Se enfrentó a una revisión particularmente hostil en Victoria, Australia, donde fue acusada de lavado de cerebros, chantajes, extorsión y de dañar la salud mental de sus miembros. El Estado de Victoria creó una Junta de Investigación de la Cienciología en noviembre de 1963. Su informe, conocido como el Informe Anderson, fue publicado en octubre de 1965. Este condenaba cada aspecto de la Cienciología y a Hubbard. Fue descrito como un hombre de dudosa sensatez, con un complejo persecutorio y con fuertes rasgos de esquizofrenia paranoide y delirios de grandeza. Sus escritos fueron caracterizados como sin sentido, y con abundante "autoglorificación y grandiosidad, repletos de histriónicos, histéricos e incontinentes arrebatos". El sociólogo Roy Wallis comentó que el informe cambió drásticamente las percepciones públicas sobre la Cienciología:

La antigua concepción del movimiento como una secta relativamente inofensiva, aunque malhumorada, para la salud y el mejoramiento personal, fue transformada en otra describiéndola como malvada, peligrosa, con una forma de hipnosis (con todas las características de Svengali en la mente del ajeno) y lavacerebros.

El informe llevó a la Cienciología a ser prohibida en Victoria, Australia Occidental y Australia Meridional, y la llevó a tener más publicidad negativa en el mundo. Los periódicos y los políticos del Reino Unido pidieron al gobierno británico que llevase a cabo acciones contra la Cienciología. 
En enero de 1965, L. Ron Hubbard viajó a las Islas Canarias, España, con su esposa para investigar sobre la naturaleza espiritual del hombre y sus orígenes.
Regresó a las Islas Canarias en febrero de 1966 y residió allí hasta el 18 de marzo.
A comienzos de marzo de 1966, Hubbard creó la Oficina del Guardián, una nueva agencia de la Iglesia de la Cienciología, dirigida por su mujer, Mary Sue. Se ocupó de los asuntos externos de la Cienciología, incluyendo las relaciones públicas, las acciones legales y la recopilación de información sobre amenazas percibidas. Como la Cienciología enfrentó una atención de los medios cada vez más negativa, la O. G. tomó represalias con cientos de críticas por difamación y calumnia, emitiendo más de cuarenta en un solo día. Hubbard ordenó a su personal encontrar "evidencia de un espeluznante crimen de sangre sexual de los atacantes [de la Cienciología]".
En abril de 1966, con la esperanza de tener un "refugio seguro" para la Cienciología, Hubbard llegó a Rodesia, actual Zimbabue, y buscó poner una sede en un hotel del lago Kariba. Según sus críticos, lo hizo para huir de la justicia. A pesar de sus intentos para conseguir el favor del gobierno local-él personalmente envió champán a la casa del primer ministro Ian Smith, pero Smith rechazó verse con él-Rhodesia pronto le negó el visado a Hubbard, invitándole a dejar el país.
En julio de 1966 se marchó a Londres, donde dio varias conferencias. El 1 de septiembre renunció oficialmente a todos los cargos directivos de la Cienciología, aunque continuó dirigiéndola.
En 1967 regresó a las Islas Canarias, procedente de Tánger. Se planteó situar la sede mundial de la Cienciología en esas islas, al observar que estaban a medio camino entre Europa, África y América.
En Las Palmas de Gran Canaria se hizo con el barco «Enchanter» (bautizado en 1968 como «Diana»), una goleta de 40 toneladas. Contaba con un grupo de voluntarios, la mayoría sin experiencia en navegación. Los voluntarios fueron entrenados en esta ciudad durante meses. Luego sumó el barco «Avon River» (posteriormente «Athena»), un antiguo barco de jabeguero. Con esta flota, constituyó la Expedición de Investigación Geológica Hubbard. Posteriormente, le donaron en Londres un buque de 3 200 toneladas, el «Royal Scotsman» (posteriormente «Apollo»), un antiguo barco irlandés para transportar ganado que convirtió en su buque insignia.
Los barcos fueron tripulados por la Organización del Mar, un grupo de voluntarios de la Cienciología, con la ayuda de un par de marineros profesionales.
Entre finales de 1967 y comienzos de 1968 Hubbard escribió la historia que se ofrece a los que alcanzan el nivel OT III. Hana Eltringham Whitfield fue a Las Palmas de Gran Canaria para unirse a la Organización del Mar y llegó a capitana de uno de los primeros barcos. Declaró que Hubbard dijo a los miembros de la tripulación que estaba viajando buscando un tesoro que había escondido en una de sus vidas pasadas. Cuando Hana llegó al nivel OT III, en el barco, recibió una carta manuscrita de Hubbard en la que le contaba la historia del extraterrestre Xenu.
En julio de 1968, el ministro de Sanidad británico, Kenneth Robinson, anunció que a los cienciólogos extranjeros ya no se les permitiría ingresar al Reino Unido y que el mismo Hubbard pasaba a quedar excluido del país como un "extranjero indeseable". Posteriores investigaciones fueron lanzadas en Canadá, Nueva Zelanda y Sudáfrica.
Hubbard tomó tres nuevas iniciativas importantes ante estos desafíos. Se introdujo la "tecnología de ética" para reforzar la disciplina interna dentro de la Cienciología. Exigió a los cienciólogos "desconectar" de cualquier organización o individuo, incluidos los miembros de la familia, considerados perjudiciales o "supresivos". Según los sitios web operados por la iglesia, "una persona que se desconecta simplemente está ejerciendo su derecho de comunicarse o no comunicarse con una persona en particular". Hubbard declaró: "La comunicación, sin embargo, es un flujo bidireccional. Si uno tiene el derecho de comunicarse, entonces también debe tener el derecho de no recibir comunicación de otro. Es este último corolario del derecho a comunicar lo que nos da nuestro derecho a la privacidad". La Cienciología también requirió "informes de conocimiento" de cada uno, que informaban de transgresiones o aplicaciones incorrectas de los métodos de la Cienciología. Hubbard promulgó una larga lista de "delitos menores", "crímenes" y "crímenes altos". Se creó la política de fair game, que era aplicable a cualquiera que se considerara "enemigo" de la Cienciología: "Puede ser privado de la propiedad o herido por cualquier medio por cualquier cienciólogo sin ninguna disciplina del cienciólogo. Puede ser engañado, demandado, mentido o destruido".

## Comodoro de la Organización del Mar

Corfú, donde estuvo la Organización del Mar entre 1968 y 1969.

Después de que Hubbard crease la flota de la Organización del Mar en 1967 en las Islas Canarias, España, comenzó un viaje de ocho años, partiendo de puerto en puerto por el Mediterráneo y el Atlántico Norte. La flota viajó hasta Corfu, en el Mediterráneo Oriental, y Dakar y las Azores en el Atlántico, pero rara vez se quedó más de seis semanas en un mismo lugar. Ken Urquhart, el asistente personal de Hubbard en aquel entonces, escribió posteriormente:

[Hubbard] dijo que tenía que mantenerse en movimiento porque había mucha gente tras él. Si lo alcanzaban, le causarían tantos problemas que no podría continuar con su trabajo, la Cienciología no ingresaría al mundo y habría un caos social y económico, si no un holocausto nuclear.

Cuando Hubbard estableció la Organización del Mar declaró públicamente que había renunciado a sus responsabilidades de gestión. Según Miller, esto no era cierto. Recibió mensajes diarios de télex de organizaciones de la Cienciología de todo el mundo informando sobre sus estadísticas e ingresos. En 1967 la Iglesia de la Cienciología le envió 15 000 dólares (lo que equivaldría a 112 710 dólares en 2018) por semana y millones de dólares fueron transferidos a sus cuentas bancarias de Suiza y Liechtenstein. Los correos llegaron regularmente, enviando comida de lujo para Hubbard y su familia o dinero en efectivo o efectivo que se había introducido de contrabando desde Inglaterra para evitar restricciones a la exportación de divisas.
Por el camino, Hubbard intentó establecer un refugio seguro "en un pequeño país amigable donde a la Cienciología se le permitiría prosperar", como Miller comentó.
La flota permaneció en Corfu varios meses entre 1968 y 1969. Hubbard renombró los barcos como dioses griegos-el Royal Scotman fue rebautizado como Apollo-y elogió a la dictadura militar recientemente establecida en Grecia. Envió un telegrama al gobierno griego donde la Organización del Mar se presentó como la Escuela de Filosofía del Profesor Hubbard. En marzo de 1969, sin embargo, se mandó irse a Hubbard y a sus barcos. A mediados de 1972, Hubbard lo intentó otra vez en Marruecos, estableciendo contactos con la policía secreta del país y entrenando a policías veteranos y a agentes de inteligencia en técnicas para detectar subversivos. El programa fracasó cuando fue detectado por los políticos marroquíes y Hubbard dejó el país apresuradamente en diciembre de 1972.
Al mismo tiempo, Hubbard siguió desarrollando las doctrinas de la Cienciología. Un escritor de la historia de la Cienciología dijo que "libre de deberes organizativos y ayudado por los primeros miembros de la Organización del Mar, L. Ron Hubbard tenía ahora tiempo e instalaciones para confirmar en el universo físico algunos de los eventos y lugares que había encontrado en sus viajes por el camino del tiempo". En 1965, designó varios cursos existentes de la Cienciología como confidenciales, reetiquetándolos como los primeros niveles del Tethán Operante (OT, por sus siglas en inglés). Dos años después anunció el lanzamiento del nivel OT3, el "Muro de Fuego", revelando los secretos de un inmenso desastre que había ocurrido "en este planeta, y en otros setenta y cinco planetas que formaban esta Confederación, hace setenta y cinco millones de años". Se exigió a los cienciólogos que emprendieran los dos primeros niveles OT antes de aprender cómo Xenu, el líder de la Confederación Galáctica con sede en el sistema de la estrella Markab, había enviado a miles de millones de personas a la Tierra y las había exterminado lanzando bombas de hidrógeno a volcanes (uno de los cuales habría sido el volcán canario Teide), después de lo cual sus espíritus traumatizados quedaron atrapados en "estaciones de implantes", se les lavaba el cerebro con recuerdos falsos y finalmente quedaban contenidos en los seres humanos. El descubrimiento del OT3 tuvo un gran impacto físico en Hubbard, quien anunció que se había roto una rodilla, un brazo y la espalda durante el curso de su investigación. Un año después, en 1968, lanzó los niveles del 4 al 6 y empezó a dar cursos de OT a los cienciólogos en el Royal Scotman.
A los cienciólogos de todo el mundo se les presentó una imagen glamurosa de la vida en la Organización del Mar y muchos solicitaron unirse. Lo que encontraron fue bastante diferente de la imagen. La mayoría de los que se unieron no tenían experiencia náutica en absoluto. Las dificultades mecánicas y los errores cometidos por los equipos llevaron a una serie de incidentes vergonzosos y casi a desastres. Después de un incidente en el que el timón del Royal Scotman resultó dañado durante una tormenta, Hubbard ordenó que toda la tripulación del barco se redujera a una "condición de responsabilidad" y usara trapos grises atados a sus brazos. El barco en sí fue tratado de la misma manera, con lonas sucias atadas alrededor de su chimenea para simbolizar su estado inferior. Según aquellos a bordo, las condiciones eran pésimas; la tripulación trabajó hasta el punto del agotamiento, se le dieron raciones escasas y se les prohibió lavarse o cambiarse la ropa durante varias semanas. Hubbard mantuvo un duro régimen disciplinario a bordo de la flota, castigando los errores al confinar a las personas, incluidos niños, en los tanques de sentina del Royal Scotman, sin baños y con alimentos provistos en cubos. Los castigados también podían ser vendados y encadenados.
En otras ocasiones, miembros de la tripulación que se habían equivocado fueron arrojados por la borda con Hubbard mirando y, ocasionalmente, filmando. David Mayo, un miembro de la Organización del Mar, dijo posteriormente:

Intentamos no pensar demasiado en su comportamiento. No era racional la mayor parte del tiempo, pero incluso considerar tal cosa era un pensamiento desacreditable y no podías permitirte tener un pensamiento desacreditable. Una de las preguntas en un segundo chequeo fue: "¿Alguna vez has tenido pensamientos desagradables sobre LRH?" y podrías meterte en problemas muy serios si lo tuvieras. Así que intentabas duramente no hacerlo.

Desde aproximadamente 1970, Hubbard fue atendido por los niños de la Organización del Mar, organizados como la Organización de Mensajeros del Comodoro. Era sobre todo niñas pequeñas vestidas con pantalones cortos y camisetas sin mangas, que eran responsables de hacer recados para Hubbard, como encenderle los cigarrillos, vestirlo o transmitir sus órdenes verbales a otros miembros de la tripulación. Además de su esposa Mary Sue estaban cuatro de sus hijos, aunque no Nibs, que se había marchado de la Cienciología en 1959. Estos hijos eran miembros de la Organización del Mar y también estaban sometidos a esos tratos.
Tras la huida de Ron De Wolf, Hubbard escogió como su sucesor para liderar la organización a Quentin, que contaba en aquellos momentos cinco años de edad. Convivió con su padre en el buque insignia Apollo desde la creación de Organización del Mar. Quentin progresivamente fue alejándose de la visión de su padre deseando otro tipo de empleos como piloto de avión o bailarín. En 1974 llevó a cabo un intento de suicidio pero fue descubierto a tiempo por un amigo y su padre y fue enviado a la Fuerza del Proyecto de Rehabilitación, que se ha considerado una sección de castigo para integrantes de la Iglesia de la Cienciología.

## Vida de incógnito
Durante la década de 1970, Hubbard hizo frente a un gran número de asuntos legales. Los fiscales franceses presentaron cargos contra él y contra la Iglesia de la Cienciología de Francia por fraude y violación de los derechos de los consumidores en 1972. Le informaron que podía ser extraditado a Francia. Hubbard abandonó la Organización del Mar temporalmente a finales de 1972 y vivió de incógnito en Queens, Nueva York, hasta que regresó a su buque insignia en septiembre de 1973 cuando cesó la posibilidad de extradición. La cienciología dice que llevó a cabo "un estudio sociológico en la ciudad de Nueva York y en los alrededores".
La salud de Hubbard se deterioró significativamente durante este periodo. Además de ser un fumador empedernido, sufría de bursitis y exceso de peso, y tenía un quiste prominente en la frente. Sufrió lesiones graves en un accidente de moto en 1973 y un ataque al corazón en 1975 que le llevó a tomar medicamentos anticoagulantes durante un año. En septiembre de 1978, tuvo una embolia pulmonar que le provocó un coma, pero se recuperó.
Permaneció activo en el manejo y el desarrollo de la cienciología, estableciendo la controvertida Fuerza del Proyecto de Rehabilitación en 1974 y emitiendo boletines con políticas y doctrinas. No obstante, los viajes de la Organización del Mar llegaron a su fin. El Apollo fue prohibido por varios años en los puertos españoles y fue expulsado de Curaçao en octubre de 1975. La Organización del Mar pasó a ser sospechosa de estar en una operación de la CIA, liderando una revuelta en Funchal, Madeira, cuando el Apollo estaba en aquel puerto. En aquella época, The Apollo Stars, un grupo musical fundado por Hubbard y compuesto en su totalidad por miembros de la tripulación de aquel barco de la Organización del Mar, estaba ofreciendo conciertos gratuitos en un muelle, en un intento para promover la cienciología, y hubo una revuelta en uno de esos eventos. Hubbard decidió regresar a los Estados Unidos y establecer una "base terrestre" para la Organización del Mar en Florida. La Iglesia de la Cienciología atribuye esta decisión a que las actividades del Apollo habían "superado la capacidad del barco".
En octubre de 1975, Hubbard se trasladó a una suite de hotel en Daytona Beach. El Hotel Fort Garrison, en Clearwater, Florida, fue adquirido en secreto para la "base terrestre". El 5 de diciembre de 1975, Hubbard y su mujer Mary Sue se trasladaron a un complejo de condominios cerca de Dunedin. Su presencia estaba destinada a ser un secreto muy bien guardado, pero fue comprometido accidentalmente al mes siguiente. Hubbard dejó inmediatamente Dunedin y se trasladó a Georgetown, Washington, D. C., acompañado por un puñado de ayudantes y mensajeros, pero no por su mujer. Seis meses después, tras otra alerta de seguridad en julio de 1976, se trasladó a otra casa segura en Culver City, California. Vivió allí solo tres meses, trasladándose en octubre a confines más privados en el rancho Olive Tree, cerca de La Quinta.
Entre los conflictos personales que poseía Quentin estaba el hecho de que era homosexual y, debido a que Hubbard era profundamente homofóbico y la cienciología considera a la homosexualidad como una abominación, resultaban para este un tormento. El 28 de octubre de 1976, la policía de Las Vegas, Nevada, lo encontró inconsciente en su coche (con una manguera que traía los gases de combustión del automóvil desde el tubo de escape). Cuando le notificaron que su hijo estaba en coma en un hospital de Las Vegas, L. Ron Hubbard se enfureció. Quentin no salió del coma y falleció dos semanas después, el 12 de noviembre de 1976. Su madre comunicó a los miembros de la Iglesia de la Cienciología que Quentin había muerto de una encefalitis. Después del suicidio de Quentin, la salud mental de su padre L. Ron Hubbard se deterioró rápidamente, volviéndose cada vez más paranoico hasta su fallecimiento, en 1986.
Durante este periodo, Hubbard estuvo muy implicado dirigiendo las actividades de la Oficina del Guardián (GO, por sus siglas en inglés), el despacho legal y agencia de inteligencia que había creado en 1966. Creía que la cienciología estaba siendo atacada por una conspiración nazi internacional, que él denominó la "Tenyaka Memorial", a través de una red de compañías farmacéuticas, bancos y psiquiatras en un intento por dominar el mundo.
En 1973, instigó la Operación Blancanieves y dirigió a la GO para eliminar informes negativos sobre la cienciología de archivos del gobierno y averiguar sus fuentes. Se encargó a la GO: "obtenga todos los archivos falsos y secretos sobre la Cienciología, LRH [...] que no se pueden obtener legalmente, por todas las líneas posibles de aproximación [...] es decir, indagando del trabajo, indagando del conserje, disfraces adecuados usados para cubrirse". Su participación en las operaciones de la GO fue ocultado con el uso de nombres en clave. La GO llevó a cabo campañas encubiertas, como la Operación Salida del Bulldozer, para intentar "difundir efectivamente el rumor que conducirá al gobierno, los medios de comunicación y a los individuos a concluir que LRH no tiene control de la I de G [Iglesia de la Cienciología] y no tiene un vínculo legal con la actividad de la Iglesia". Lo mantuvieron informado de las operaciones de la GO, como el robo de registros médicos de un hospital, el acoso a psiquiatras y las infiltraciones de organizaciones que habían criticado a la cienciología en varias ocasiones, como el Despacho para la Mejora de los Negocios (Better Business Bureau), la Asociación Médica Estadounidense (American Medical Association) y la Asociación Psiquiátrica Estadounidense (American Psychiatric Association)
Miembros de la GO se infiltraron y sustrajeron documentos de numerosas organizaciones, incluyendo el Departamento de Justicia de los Estados Unidos y el Servicio de Impuestos Internos (IRS, por sus siglas en inglés). Después de que dos agentes de la GO fuesen pillados en la sede de Washington D. C. del IRS, la FBI llevó a cabo redadas simultáneas de oficiales de la GO en Los Ángeles y Washington D. C. el 7 de julio de 1977. Confiscaron equipos de escuchas telefónicas, herramientas para sustracciones y unas 90 000 páginas de documentos incriminatorios. Hubbard no fue procesado, aunque los fiscales del gobierno lo calificaron de "co-conspirador no declarado". Su esposa Mary Sue fue acusada y posteriormente condenada por conspiración. Fue enviada a una prisión federal junto con otros diez cienciólogos.
En febrero de 1978 un tribunal francés lo condenó en ausencia por obtener dinero con falsas pretensiones. Fue sentenciado a cuatro años de prisión y a una multa de 35 000 francos (7 000 dólares), lo que equivaldría a 26 000 dólares en 2018. Se escondió en abril de 1979 y se mudó a un apartamento en Hemet, California, donde su único contacto con el mundo exterior fue a través de diez mensajeros confiables. Cortó el contacto con todos los demás, incluso con su esposa, a quien vio por última vez en agosto de 1979. Hubbard se enfrentó a una posible acusación por su papel en Operación Asustarse, la campaña de GO contra la periodista de Nueva York Paulette Cooper, y en febrero de 1980 se ocultó con dos mensajeros de confianza, Pat y Anne Broeker.
Durante los primeros años de la década de 1980, Hubbard y los Broekers recorrieron el Pacífico Noroeste en un vehículo recreativo, viviendo durante algunas temporadas en apartamentos de Newport Beach y Los Ángeles. Hubbard escribió durante este periodo sus primeros nuevos libros de ciencia ficción en treinta años: Campo de batalla: La Tierra (Battlefield Earth) (1982) y Misión la Tierra (Mission Earth), que fue una serie de diez volúmenes publicados entre 1985 y 1987. Según el escritor Jeff Walker, fueron «objeto de burla por la mayoría de los críticos pero admirados por los seguidores». Hubbard también compuso música para tres de sus discos, que fueron producidos por la Iglesia de la Cienciología. El libro de canciones Jazz espacial (Space Jazz) se lanzó en 1982. Los discos Misión la Tierra (Mission Earth) y El camino a la libertad (The Road to Freedom) se lanzaron de forma póstuma en 1986.
En ausencia de Hubbard, los miembros de la Organización del Mar se hicieron cargo de la Iglesia de la Cienciología y purgaron a varios cienciólogos veteranos. Un joven mensajero, David Miscavige, se convirtió en el líder de la cienciología de facto. Mary Sue Hubbard fue obligada a retirarse de su cargo cuando su hija Suzette pasó a ser la sirvienta personal de Miscavige.

## Fallecimiento y legado
Durante los dos últimos años de su vida, Hubbard vivió en una autocaravana Blue Bird en el rancho Whispering Winds, de 160 hectáreas, en Creston, California. Permaneció oculto mientras había controversia en el resto del mundo sobre si todavía seguía vivo y, de ser así, dónde se encontraba. Pasó el tiempo "escribiendo e investigando", según un portavoz, y se dedicó a la fotografía y a la música, supervisando trabajos de construcción y vigilando a sus animales. Rediseñó la propiedad en repetidas ocasiones, gastó millones de dólares en remodelar la casa del rancho, que quedó prácticamente deshabitada, y construyó una pista de carreras de caballos de unos cuatrocientos metros con una torre de observación, que, según los informes, nunca se usó.
Estaba estrechamente involucrado en manejar la Iglesia de la Cienciología por órdenes enviadas en secreto y continuó recibiendo grandes cantidades de dinero. La revista Forbes calculó que "se reunieron al menos 200 millones de dólares en nombre de Hubbard en 1982". En septiembre de 1985, el Servicio de Impuestos Internos notificó a la Cienciología que estaba planteándose acusar a Hubbard de fraude fiscal.
Hubbard sufrió más problemas de salud, incluyendo pancreatitis crónica, durante su residencia en Whispering Winds. Sufrió un accidente cerebrovascular el 17 de enero de 1986 y murió una semana después. El examen toxicológico de la autopsia demostró un alto consumo de drogas y alcohol.  Su cadáver fue incinerado y sus cenizas fueron arrojadas al mar. Los líderes de la Cienciología anunciaron que su cuerpo se había convertido en un impedimento para su trabajo y que había decidido "tirar su cuerpo" para continuar su investigación en otro planeta, y que había "aprendido a hacerla sin un cuerpo".
Antes de su fallecimiento, Hubbard creó un fondo fiducidiario para Mary Sue y sus hijos Arthur, Diana y Suzette; y a Katherine, la hija de su primera mujer, Polly. Desheredó a dos de sus otros hijos. L. Ron Hubbard, Jr. se había distanciado y había cambiado su nombre a "Ronald DeWolf" y, en 1982, demandó sin éxito por el control de la herencia de su padre. Alexis Valerie, la hija de Hubbard con su segunda mujer, Sara, intentó contactar con su padre en 1971. Fue rechazada con la afirmación implícita de que su verdadero padre era Jack Parsons en lugar de Hubbard, y que su madre había sido espía nazi durante la guerra. Ambos aceptaron luego acuerdos cuando hubo una amenaza de litigio. En 2001, Diana y Suzette informaron que ellos seguían siendo miembros de la Cienciología, mientras que Arthur la había abandonado y se había convertido en artista. El nieto de Hubbard, Jamie DeWolf, es un poeta slam.
Los derechos de autor de sus obras y gran parte de su patrimonio y riqueza fueron destinados a la Iglesia de la Cienciología. En un boletín del 5 de mayo de 1980, Hubbard le dijo a sus seguidores que preservaran sus enseñanzas hasta que regresase reencarnado «no como un líder religioso sino como uno político». La Iglesia de la Tecnología Espiritual, una organización hermana de la Cienciología, tiene textos de la Cienciología y la dianética en tablas de acero en contenedores de titanio. Estos están enterrados en una cúpula bajo una montaña en la Base de Trementina, en Trementina, Nuevo México. Además, han excavado el logo de la Iglesia de la Tecnología Espiritual en una escala tan grande que es visible desde el espacio.
Hubbard aparece en el Libro Guinness de los Récords por ser el autor con más obras publicadas, con 1 084 obras. y ser el autor con más libros traducidos (El camino a la felicidad ha sido traducido a 70 idiomas) y ser el que tiene más audiolibros (185 en abril de 2009). 
Según la editorial Galaxy Press, el libro Campo de batalla: la Tierra ha vendido más de 6 millones de ejemplares y Misión la Tierra más de 7 millones, con cada uno de los cuales en la lista de libros mejor vendidos del New York Times en su lanzamiento; sin embargo, el Los Angeles Times informó en 1990 que los seguidores de Hubbard habían comprado grandes cantidades de libros y los habían reenviado a las tiendas, para aumentar las cifras de ventas. Hay diversidad de opiniones sobre su legado literario. Los cienciólogos quieren «hacer a Ron el autor más aclamado y más ampliamente conocido de todos los tiempos». El sociólogo William Sims Bainbridge escribió que incluso en sus mejores momentos de la década de 1930 Hubbard era considerado por los lectores de Astounding simplemente como «un autor pasable, familiar, pero no uno de los mejores», mientras que a finales de la década de 1970 los de la subcultura de la ciencia ficción querían ignorarlo y los aficionados le dieron una calificación peor que a cualquier otro escritor de aquella "Edad de Oro".
En 1996, el Ayuntamiento de Los Ángeles le puso su nombre a parte de una calle cercana a la sede de la Cienciología, en reconocimiento a Hubbard. En 2011, el Ayuntamiento de West Valley City declaró el 13 de marzo como el Día del Centenario de L. Ron Hubbard. En abril de 2016 la Junta de Educación del Estado de Nueva Jersey aprobó el cumpleaños de Hubbard como una de sus fiestas religiosas.
En 2004, dieciocho años después de la muerte de Hubbard, la Iglesia decía que tenía ocho millones de seguidores en todo el mundo. Según el académico de religiones J. Gordon Melton, esto es una sobreestimación, ya que contaban como cienciólogos a personas que simplemente habían comprado un libro. La Universidad de la Ciudad de Nueva York, en su Encuesta de Identificación Religiosa Estadounidense, encontró que en 2009 solo 25 000 estadounidenses se identificaban como cienciólogos. La figura de Hubbard aún tiene presencia en la Cienciología. Cada Iglesia de la Cienciología conserva una oficina reservada a Hubbard, con un depacho, una silla y papelería lista para ser usada. Lonnie D. Kliever destaca que Hubbard es "la única fuente de la religión, y que no tiene sucesor". Hubbard es referido en la Cienciología como la "Fuente" y la aceptabilidad teológica de cualquier actividad relacionada con la Cienciología está determinada por las doctrinas de Hubbard.
El nombre de Hubbard y su firma son marcas registradas del Centro Tecnológico de las Religiones (RTC por sus siglas en inglés), establecido en 1982 para controlar y vigilar el uso de las obras de Hubbard y de la Cienciología registradas. El RTC es la organización central dentro de la compleja organización corporativa de la Cienciología y vigila diligentemente revisando la fiabilidad de todas las publicaciones de la Cienciología "asegurar la disponibilidad de los escritos puros no adulterados del Sr. Hubbard para las generaciones venideras".

## Obra literaria
Hubbard es, según el libro de Récord Guiness, el escritor con mayor cantidad de obras publicadas. Su primera novela es el western Buckskin Brigades, en donde los amerindios son los buenos y los cazadores blancos los malos, y se publicó en 1935. En general recibió buenas críticas por su narrativa. Tras esta novela comenzó a publicar relatos en revistas pulp como Astounding Science Fiction y Unknown.

### Primeras obras
En 1948 publicó la novela de fantasía Slaves of Sleep (Esclavos del sueño), donde un multimillonario es maldecido por un genio que le quita la capacidad de dormir, así que en las noches el millonario se convierte en un héroe misterioso que ayuda a los humanos de otra dimensión que son esclavos de los genios. Fue en la revista Astounding Science Fiction que publicó (en fragmentos) la novela distópica Final Blackout sobre un futuro postapocalíptico liderado por un tirano. La novela en general cosechó buena crítica y es considerada una de las obras más representativas de la era dorada de la ciencia ficción.
La novela To the Stars (A las estrellas), cuyo protagonista comanda una nave espacial y es víctima de los efectos de la relatividad, recibió buenas críticas y fue nominada a un Premio Hugo. Su cuento Master of Sleep (El amo del sueño) comienza a mostrar la influencia de la cienciología en su literatura. La historia trata sobre un psiquiatra malvado que intenta hipnotizar a una pareja y que no acepta la veracidad de la cienciología aun cuando todos sus colegas lo hacen. Dos de sus novelas más aclamadas son Fear y Typewriter in the Sky, ambas de 1951. La primera relata la historia de un científico que publica un artículo asegurando que no existen los demonios y poco después desaparece, la segunda es sobre un héroe que escucha una máquina de escribir en el cielo e inmediatamente se ve obligado a participar en las aventuras que crea un escritor. Ambas son consideradas las dos mejores obras de Hubbard.

### Battlefield Earth
Su obra más famosa es Battlefield Earth de 1982 sobre la lucha de un grupo de humanos que buscan liberarse de los invasores extraterrestres llamados Psychlos que conquistaron la Tierra mil años en el pasado. La historia muestra la filosofía de la cienciología en todas partes; por ejemplo, los villanos se llaman Psychlos -y la cienciología es reconocida por su satanización de los psiquiatras y psicólogos-, así mismo los Psychlo son una cultura dominada por los Catristas, unos médicos charlatanes que drogan a la población y controlan sus mentes -nuevamente, una versión de los psiquiatras desde la óptica cienciológica-. Otro ejemplo es que entre los Psychlos existe una iglesia clandestina a la que asisten secretamente los disidentes. En la Tierra un historiador afirma que «solía existir una antigua secta llamada psicología que ya está olvidada».
El propio Hubbard declaró que escribió el libro para mostrar las consecuencias a largo plazo de la manera en que los psiquiatras y psicólogos juegan con la mente de las personas.
La novela también sigue mucho la doctrina religiosa de la cienciología respecto a su creencia de que la Galaxia fue o es gobernada por un emperador cruel y tiránico llamado Xenu (el gobernante de los Psychlos también es llamado Emperador). El propio Hubbard aseguró que el subgénero de la space opera es únicamente un recuerdo subconsciente de la mente humana sobre las feroces batallas libradas en el pasado por civilizaciones extraterrestres a las que pertenecieron las almas humanas. La novela recibió pésimas críticas literarias considerando a los personajes planos y unidimensionales.
Una adaptación fílmica de la novela se rodó en el año 2000 con el cienciólogo John Travolta como protagonista. La película es considerada una de las peores películas de todos los tiempos. El crítico Roger Ebert aseguró que dicha película «...será un referente cómico para las malas películas por años», el crítico Jonathan Ross aseguró que era «como el Plan 9 del espacio exterior de una nueva generación y el sitio Rotten Tomatoes le dio un 2% de críticas positivas. La película fue además un fracaso de taquilla recaudando mucho menos de la mitad del presupuesto y siendo retirada de los cines tras unos cuantos días, Ganó ocho de diez nominaciones de los Premios Golden Raspberry. Una secuela de la película estaba planeada pero el fracaso crítico y económico de la primera hizo que el proyecto fuera cancelado.

### Mission Earth
Mission Earth es la última obra escrita por Hubbard y publicada póstumamente. Básicamente relata gran parte de sus propias experiencias de vida, proyectándose a sí mismo en un escenario de ciencia ficción al tiempo que fomenta la doctrina cienciológica. El protagonista es Heller, un espía de la Confederación Galáctica que es enviado a la Tierra por la agencia de inteligencia de la misma liderada brutalmente por el villano Hisst, para evitar que la Tierra se autodestruya con contaminación y guerra para poder conquistarla, ya que es necesaria como base de operaciones en una guerra galáctica. Sin saberlo, Hisst, que desea derrocar al Emperador y apoderarse del trono en la Confederación, envía otro agente apellidado Gris para que mate a Heller.
Las aventuras de Gris son la trama central de la historia e incluyen el que sea hecho prisionero por dos lesbianas sadomasoquistas que lo torturan porque odian a los hombres, hasta que él se libera, las viola y las cura de su lesbianismo mediante una violación correctiva, encuentra varias barras de oro que deposita en un banco suizo pero que pierde después y es perseguido por sus acreedores, para convertirse luego en amante de una adolescente ninfómana y terminar escapando de las autoridades en un barco en altamar.
Heller, por otro lado, se entera de que la Tierra está siendo repletada de drogas enviadas por la Confederación y distribuidas entre la aristocracia y que el malvado multimillonario Denber John Rockecenter -una parodia de John D. Rockefeller- mantiene una conspiración global en la que mediante la música rock promueve la homosexualidad y otras formas de degeneración sexual, así como drogas para mantener sedada a la población. La corporación Rockecenter envía contra Heller su maquinaria pesada, la psiquiatría y la psicología, para desacreditarlo pero recibe la ayuda de dos grandes aliados: su prometida la Condesa Krak que llega al planeta y la mafia italiana.
Tras una serie de catástrofes que incluyen un meteorito que cae sobre la URSS, Heller regresa a su hogar en la Confederación, derrota al malvado Hisst evitando que tome el poder y destierra para siempre a la psiquiatría y a la psicología de la Confederación.
La novela, compuesta de diez extensos volúmenes, es considerada la peor obra escrita por Hubbard y una de las peores novelas de ciencia ficción de la historia. Los críticos aducen que su contenido es vulgar e incluso está mal redactado. En Dalton, Georgia, se intentó prohibir en 1991 la distribución del libro por considerar que tenía contenido sobre "sadomasoquismo, abuso sexual infantil, necromancia y asesinatos sangrientos".
Mission Earth contiene muchas de las creencias y vivencias de Hubbard:
- Hubbard era profundamente homofóbico, la novela muestra a dos lesbianas malvadas que son curadas de su lesbianismo mediante la violación; asimismo aparecen varios homosexuales en la historia como personajes estereotípicamente afeminados, y la promoción de la homosexualidad es una de las formas con las que se pretende destruir la Tierra.

- A lo largo de la trama los psiquiatras y psicólogos son presentados como una organización mundial de conspiradores que intentan controlar la mente de las personas mediante las drogas y el lavado cerebral, algo que es parte fundamental de las creencias de Hubbard.

- La Confederación Galáctica, regida por un tiránico Emperador y sumida en diversas guerras galácticas, es parte de las creencias de la cienciología como hechos reales.

- Finalmente algunos elementos son extraídos de la propia vida de Hubbard, por ejemplo, cuando Gris escapa de las autoridades en barco por el Mediterráneo (algo que hizo Hubbard en la vida real) o su romance con una adolescente (Hubbard se casó con Sara Northrup de 22 años cuando él tenía más de 30 y con Mary Sue Whipp de 21 cuando él tenía 41).

## Cultura popular
- La película The Master del director Paul Thomas Anderson se basa parcialmente en la vida de Hubbard. Cuenta la historia de Freddie Quell (Joaquin Phoenix), un veterano de la Segunda Guerra Mundial que lucha para adaptarse a una sociedad de postguerra cuando conoce a Lancaster Dodd (Philip Seymour Hoffman), líder de un movimiento filosófico conocido como "La Causa".
- En el capítulo "Jose Chung's From Outer Space" de la serie de suspense Expediente X, aparece una organización llamada Selfosophy fundada por un escritor de ciencia ficción que estuvo internado en un manicomio.
- En el capítulo "Trapped in the Closet" de South Park los cienciólogos creen que Stan Marsh es la reencarnación de L. Ronald Hubbard.
- En el videojuego de Interplay, Fallout 2 hay una especie de secta que tiene las mismas creencias que la Cienciologia llamada The Hublogy,cuyo creador es Dick Hubbel una parodia de L.Ron Hubbard.
- Hubbard aparece en el relato policíaco de Anthony Boucher de 1942 Rocket to the Morgue.
- Hubbard aparece en la historieta de terror Wasteland de la DC Comics.
- Hubbard es mencionado por la banda Tool en el tema Ænema del disco Ænima en la frase: "F&ck L. Ron Hubbard and all of his clones...".
- En la serie de televisión Seinfeld, en el capítulo "The Parking Garage", una amable mujer ayuda a los personajes a buscar su automóvil perdido llevándolos en su propio vehículo. Momentos después la mujer furiosa los expulsa de su auto porque George hizo un comentario contra L. Ronald Hubbard, a lo que Jerry responde: "Estos cienciólogos son muy sensibles".
- En la serie Ugly Americans el zombi Randall se introduce a una secta llamada el Centro de Zombiología donde, mediante una serie de tácticas de lavado cerebral incluyendo el método Ludovico, lo convierten en un "verdadero zombi".
- En la serie The Simpsons en el capítulo The Joy of Sect el personaje de "El Lider" un líder sectario corrupto que funda una secta basada en extraterrestres llamada "Los Movimentarios" que parecería que está basado en L. Ronald Hubbard.[346]
- El personaje Bret Stiles de la serie de televisión The Mentalist interpretado por Malcolm McDowell, líder de la secta "Visualize", está basado en L. Ronald Hubbard.[347]

## Biografías no oficiales
- L. Ron Hubbard: Messiah or Madman? por Bent Corydon  y L. Ron Hubbard Jr.
- A piece of blue sky por Jon Atack
- Bare Faced Messiah por Russell Miller

## Biografías en sitios oficiales de la Iglesia
- Biografía de L. Ron Hubbard de la Iglesia de la Cienciología
- The Ron Series publicado por la Iglesia de la Cienciología
- Página de Hubbard en Scientology.org
- Author Services Inc., la agencia literaria de L. Ron Hubbard